# カルチュア・コンビニエンス・クラブ
カルチュア・コンビニエンス・クラブ株式会社（英: Culture Convenience Club Co., Ltd.、略称: CCC）は「TSUTAYA」や「蔦屋書店」などのプラットフォーム事業、共通ポイントサービスのVポイント（旧Tポイント）などのデータベースマーケティング事業を手掛ける企業。神奈川県横浜市西区に本社を置く。
1985年9月20日、TSUTAYAのフランチャイズ（FC）本部として、CCCを設立。その後、グループ会社との分割や合併などを重ね、現在の体制を築いた（後述）。
2023年10月1日、吸収分割によりTSUTAYAフランチャイズ事業をグループ会社のMPDに統合。統合後のMPDは、その社名をカルチュア・エクスペリエンスに改め、日本国内のTSUTAYAフランチャイズ事業を連結の範囲から除外。

## TSUTAYA及び蔦屋書店事業
TSUTAYA（蔦屋）は1983年3月24日、大阪府枚方市にて創業。1号店の店名は「蔦屋書店 枚方駅前店」。シンボルマークは「好きで一緒に楽しんで」のモットーを表現したもので、右上のセンサーと波線は時代に敏感で豊かな人間性を持つ集団の育成やより豊かで便利な社会の実現に向けた生活提案、中央の顔の部分はマルチメディアによる感動情報の流通や人々の自己実現の手伝いへの思いを込めてフレンドリーな全体像とした。
その名の由来はTSUTAYAの創業者である増田宗昭の祖父が営んでいた置屋の屋号が「蔦屋」であったことによる。「江戸時代の地本問屋『蔦屋』の主人で、写楽を世に送り出したとも言われている蔦屋重三郎にあやかり名付けた」という説もあるが、1999年までに社内教育用に使用された書籍には増田の祖父の置屋の屋号に由来するとある。蔦屋重三郎由来説は、後に増田の知人から「置屋由来よりイメージがよいので用いてはどうか」というアドバイスによる後付けである。
店舗ブランド
- レンタル事業を軸とした「TSUTAYA（蔦屋）」
- ライフスタイル書店の「蔦屋書店（TSUTAYA BOOK）」
- 新たな読書スタイルを提供する書店の「TSUTAYA BOOKSTORE」

### 書籍・雑誌販売
創業の屋号「蔦屋書店」の通り、1983年3月の創業時より書店事業を展開、1号店は大阪屋系列の本のフランチャイズ加盟店として出店。1986年6月に日本出版販売と業務提携。1994年より書籍販売事業「TSUTAYA BOOKS NETWORK」（TSUTAYA BOOKS）のフランチャイズ展開を開始。
- 2012年度の売上高が過去最高の1097億円となり、業界最大手の紀伊國屋書店を抜いて首位となった[6]。
- 2016年度の書籍・雑誌販売額が1308億円（全国812店舗）となり、1994年より22年連続して過去最高額を更新した[7]。
- 2018年度の書籍・雑誌販売額は1330億円を記録[8]。
- 2020年には年間の国内書籍・雑誌販売額は1427億円を記録し[9]、過去最高額を更新していた。
- 2021年には年間の国内書籍・雑誌販売額は1376億円と2020年における『鬼滅の刃』のヒットによるコミック売上の反動と雑誌の売上減の影響により売上が落ち込んだ[10]。

店舗ではTSUTAYA本の取扱いに関して、TSUTAYA BOOK NETWORK加盟店と独自で書店事業を行っているTSUTAYAレンタル加盟店がある。47都道府県のうち、島根県のみTSUTAYA BOOKS加盟店が存在しない。TSUTAYA BOOK NETWORK加盟店の多くはCCCと業務提携している日本出版販売やカルチュア・エクスペリエンス（日販グループ）と取引をしているが、トップカルチャーはトーハンと取引をしている。
2024年12月31日現在、販売本取扱い店舗数は632店舗。
2025年5月、台湾、中国、マレーシア、カンボジアに展開している。

### 映像・音楽ソフト・コミックレンタル

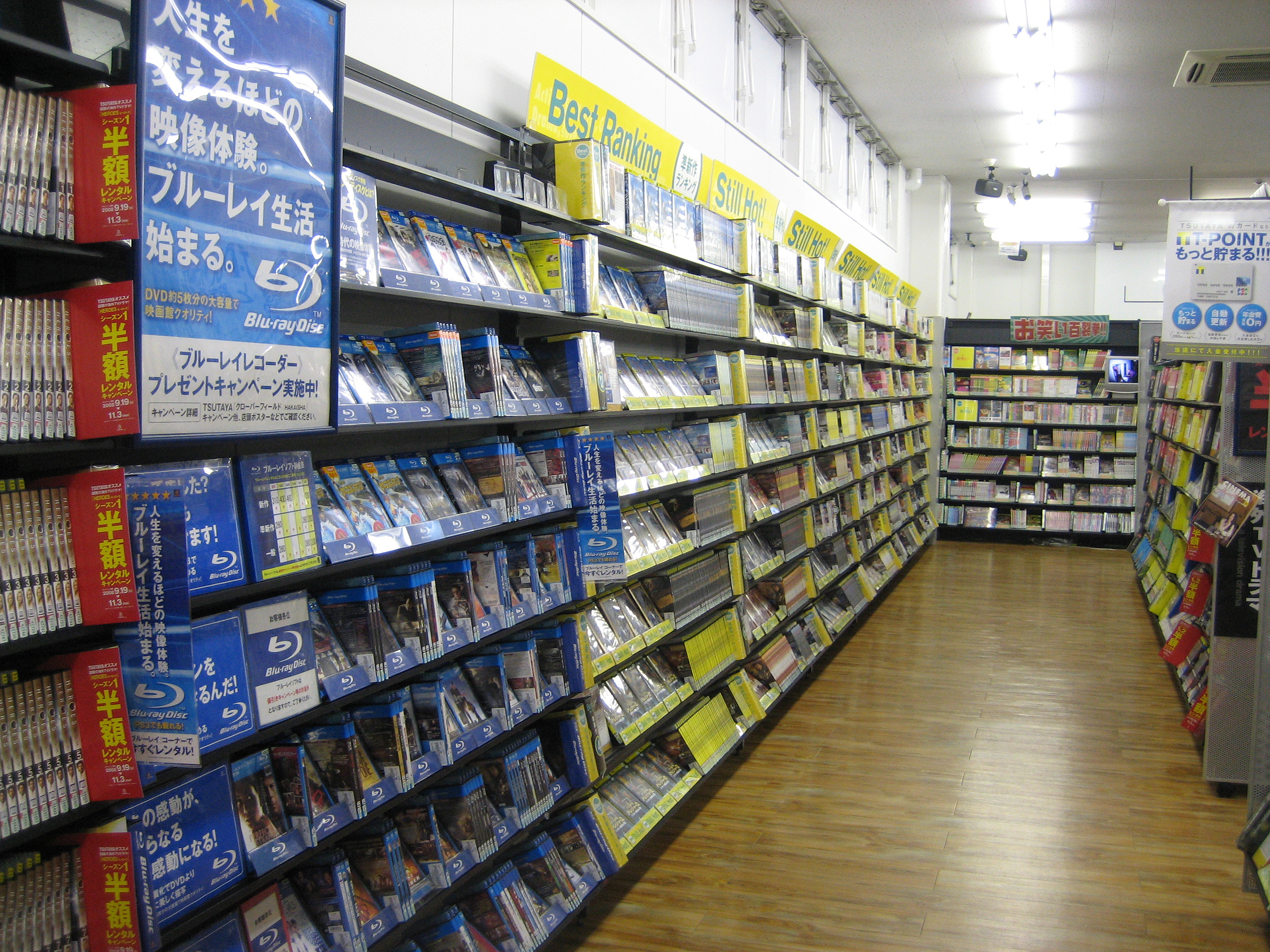
レンタルDVD・ビデオコーナーの一例

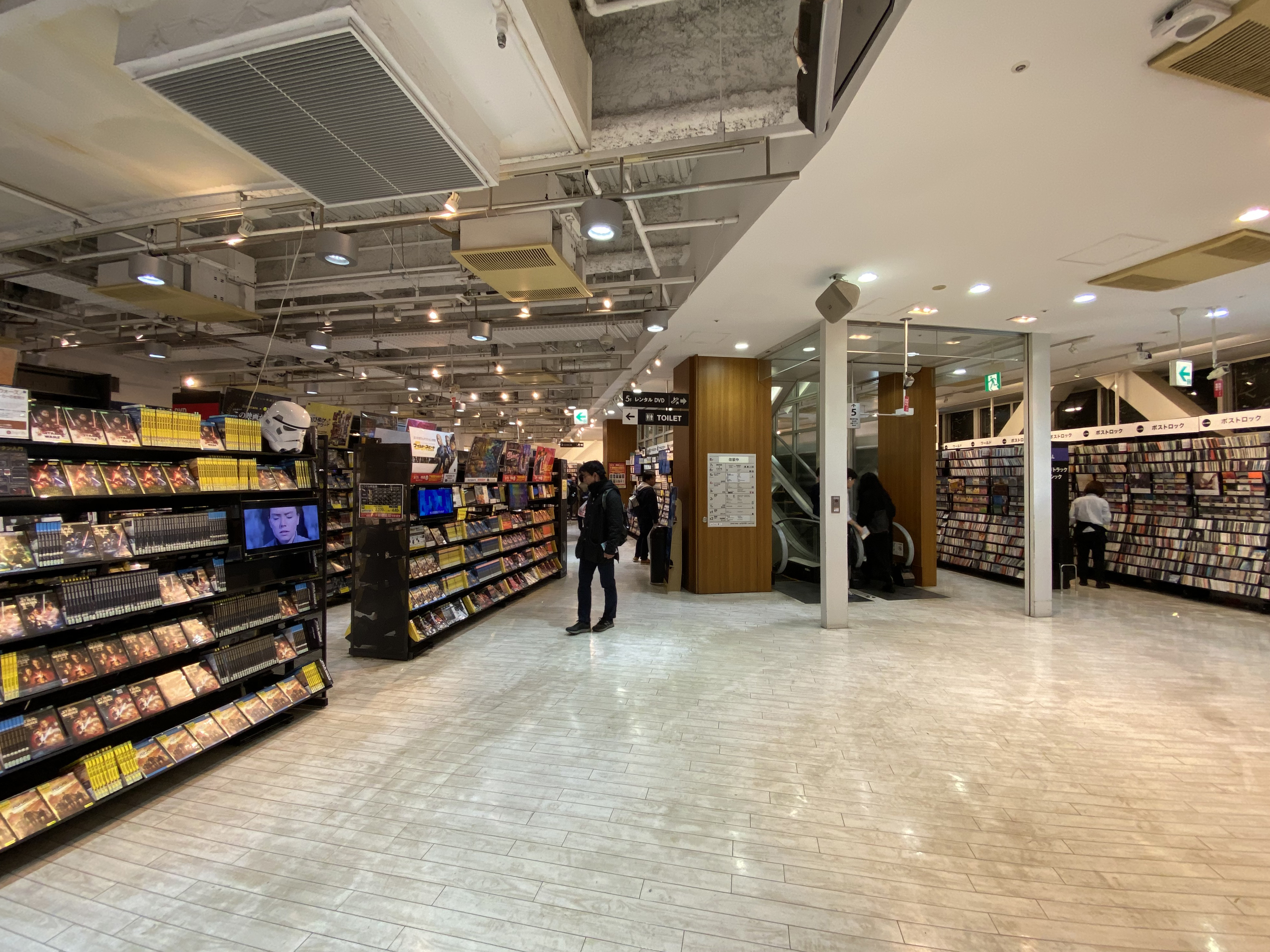
SHIBUYA TSUTAYA 4F レンタルDVD・CD（邦画・アニメ・ジャズ・サントラ）

TSUTAYAは音楽・映像ソフトのレンタル店として、ゲオに次ぐ日本大手のチェーン店である。さまざまな形態での店舗開発を進めてきたほか、業界5位（1999年度）であったアコムから店舗網を譲受し、3位（2004年度）であったサンレジャーをフランチャイジーとするなど、他チェーンの取り込みも行って規模を拡大してきた。レンタル料金、品揃えの豊富さ、セールなどのイベント日時は、それぞれの地域や店舗によって大きく異なる。
一部の店舗を除いて会員カードが共通化されており、1店舗の会員となるだけで複数店舗でのレンタルを利用できる。一部店舗では、音楽・映像ソフト以外にコミック（漫画の単行本）のレンタルも取り扱っている。但し、新規レンタル登録をしてから14日以内は登録した店舗以外ではレンタルできない。また、レンタル保証料さえ払えば、ファミリーマートなど他社発行のTカードでレンタルすることもできる。
さらに、店舗側の都合や制作元・配給元側などからの推薦上の関係から、店舗において常時配置の取り扱いがない作品を検索機やスタッフ問い合わせなどを利用して本部の倉庫からその取り寄せが可能になる「リクエストお取り寄せ」サービスも一部を除く大部分の店舗で実施している。
2024年12月31日現在、レンタルDVD取扱い店舗数は431店舗、レンタルCD取扱い店舗数は309店舗、レンタルコミック取扱い店舗数は385店舗。

### 音楽・映像ソフト販売
TSUTAYAは1993年7月よりCD・DVD販売チェーン「TSUTAYA RECORDS」を展開している。CCCグループは2005年に「ヴァージン・メガストアーズ・ジャパン」、2006年に「すみや」を傘下に収めており、売上高が業界2位（2005年度）の「新星堂」とも提携していた。
2024年12月31日現在、販売DVD取扱い店舗数は418店舗、販売CD取扱い店舗数は418店舗。

### ゲーム販売
TSUTAYAは1997年5月よりゲームソフト販売チェーン「Game TSUTAYA」を展開しており、新品ゲームソフトの販売を行っている。
2024年12月31日現在、新品ゲーム取扱い店舗数は316店舗、新品トレーディングカード取扱い店舗数は327店舗。

### 中古品の買取・販売
店舗により買取商品が異なるが、ゲームソフト・ゲーム機本体・CD、DVD/Blu-ray・本・トレーディングカード・スマホ・タブレットの店頭買取を行っている。
ゲーム・DVD・本の電話買取（宅配買取）はCCC本体で行われている一方で、「TSUTAYAネット買取」はティーバイティーによる受託で運営されている。

### 文具・雑貨販売
2011年より文具・雑貨関連の事業開始。2017年11月より文具ブランド「HEDERA（ヘデラ）」と雑貨ブランド「LeLierre（ルリエル）」を展開している。
2024年12月31日現在、文具・雑貨取扱い店舗数は553店舗。

## スターバックス事業
スターバックス コーヒー ジャパンとのライセンス契約により「BOOK&CAFE」スタイルのスターバックス事業を運営。

## ウエルネス事業
ウエルネス事業として、CCCがヨガとピラティスの講師派遣サービス「WELLNESS DATABANK」や、関連会社のカルチュア・エクスペリエンスがライフスタイルジム「TSUTAYA Conditioning」を展開している。

## SHARE LOUNGE事業
2019年11月よりコワーキングスペース&カフェラウンジ「SHARE LOUNGE（シェアラウンジ）」を展開している。
2024年2月現在、国内25店舗、海外2店舗に展開している。

## ソーシャルデザイン事業

### 図書館・美術館運営受託
- 武雄市図書館（2013年4月1日 - ）指定管理[27]
  - 武雄市こども図書館（2017年10月1日 - 2018年3月31日、2018年4月1日より武雄市図書館・歴史資料館として一体で指定管理）指定管理[28]
- 海老名市立図書館（2014年4月1日 - 2019年3月31日、図書館流通センター（TRC）との共同事業体[29]、CCCは2015年10月1日から中央図書館を担当[30]）指定管理
- 周南市立徳山駅前図書館（2018年2月3日 - ）指定管理[31]
- 宇城市立図書館及び宇城市不知火美術館（2022年4月1日 - ）指定管理
- 多賀城市立図書館（2016年3月21日 - ）指定管理[32][33]
- 高梁市図書館（2017年2月4日 - ）指定管理[34]
- 和歌山市民図書館（2019年12月19日 - ）指定管理
- 武雄温泉駅観光交流センター「武雄 旅 書店」及び武雄温泉駅観光案内所（2022年9月23日） - 再委託[注 3][35][36]
- 門真市立図書館本館（2024年4月1日 - 2025年3月31日予定）指定管理
  - 門真市生涯学習複合施設及び門真市立図書館分館（2025年4月1日予定 - ）指定管理
- （仮称）読谷村総合情報センター（図書館）（2025年7月予定 - ）PFI[37]

#### 選書とトラブル
初めてCCCが指定管理者となった武雄市図書館・歴史資料館では、埼玉のラーメン本の古書ばかりが偏って購入されたり、古すぎる実用書をCCCの関連会社である中古書店「ネットオフ（現・リネットジャパングループ）」から購入されており、「“ゴミ本”ばかり購入している」「TSUTAYAの在庫を押し付けられている」などと疑惑の声が持ち上がり、一部の市民が説明責任を問う住民訴訟騒動に発展している。また、海老名市立中央図書館でも調査の結果古い雑誌や選定基準の対象外と思われる書籍が含まれて一般質問会で市民からの批判が集まった。これを受けて教育長は「CCCに関わる業者からの購入は絶対に許さない」と一時CCCの選書を凍結してやり直すとの発表、謝罪をした。
また、海老名市立中央図書館では、バンコクの歓楽街ガイドとして性的サービスを提供する風俗店の紹介およびその店員とのやりとり事例を示したガイドブックが貸し出しされていたとして批判があり選書をやり直しているが、市教委は「選定基準内で問題はないと判断した。他自治体での選定実績もある」と主張している。

##### 武雄市図書館・歴史資料館の具体的な選書とCCC側の主張
1997年度版『ラーメンマップ“埼玉”』2巻（全国から埼玉のみに集中したうえ、シリーズから2巻、4巻、5巻、6巻、8巻、9巻、10巻、11巻のみ購入）、『公認会計士第2次試験“2001”』（2001年刊）、『エラーが分かるとWindows98/95に強くなる』（1999年刊）、『パソコン検定試験“P検オフ”99』（2004年刊）、『食べてやせる寿司ダイエット』（2008年刊）、『男のダイエット』（1999年6月出版）、『世にも美しいダイエット』（1994年刊）、『息するだけダイエット』、『3分で金運がついた。』（2004年刊）、『最強マフィアの仕事術』（2001年刊）、『運が開ける姓名判断』（2005年刊）など刊行が古く実用性に疑義のあるものが含まれ、これら用意された1万冊（約1958万円）については、すべてネットオフから購入していた。在庫処分ではないかという指摘もあったが、これについてCCC側は「ツタヤの在庫処分ではない」、「ネットオフはツタヤやCCCのグループ企業ではあるが在庫数の規模から選んだだけ」と回答している。
なお、週プレNEWS記者が上記導入本についてネットオフの価格を検索したところ、100円であったことが判明している。

##### 小牧市における委託投票否決
2015年10月4日、CCCに運営委託される新しい小牧市立図書館の建設の可否を問う住民投票が行われた。図書館の建替えにあたり、市は武雄市などで実績のあるとされるCCCにと策定していたが、市民グループが「住民の意見を聞かないまま私企業に公共の図書館を運営を委託しようとしている」として撤回を要求、市議会が住民投票を決めた。その結果20歳以上の有権者による投票で賛成票2万4981、反対票3万2352で否決された。なお投票結果に関して法的拘束力はないが、市長は真摯にこの結果を受け止めるよう求められている。10月20日、市はCCCとの契約を解消し、計画をいったん白紙に戻すと発表した。

##### 多賀城市立図書館の不正会計発覚
2017年に市民グループの住民監査請求で利用者が紛失した本の弁償として再購入の為の金銭を受領していたが購入せず、別途市からの公費で購入をしていた。

##### 宇部市議会における否決
山口県宇部市は旧山口井筒屋宇部店の改修に際してCCCと連携協定を締結したが、CCCを指定管理者とする条例案は改修費用及び指定管理料が高額であることなどが問題となり2020年9月28日に市議会で否決された。当時市長だった久保田后子はなお推進を求めたが体調不良により10月22日に辞職し、11月22日に行われた市長選で前市長の後継者をうたう候補者を破って当選した篠﨑圭二は「議会の否決の意思を受け止めたい。市民のニーズを踏まえ、一旦はゼロベースで検討したい」と述べた。

### 公共複合施設運営受託
- 九州電力薩摩川内複合施設センノオト（2024年4月 - ）九州電力より受託[46]
- 延岡市駅前複合施設エンクロス（2018年4月13日 - ）指定管理
- 丸亀市市民交流活動センターマルタス（2021年3月22日 - ）指定管理[47]

### その他施設運営受託
- Artist Cafe Fukuoka（2022年9月1日 -）指定管理
- オープンイノベーションフィールド多摩 国分寺館・八王子館（2023年10月 -）[48]
- Startup Hub Tokyo TAMA[49]
- スタートアップカフェ大阪

## データベースマーケティング事業

### Vポイント事業
CCCMKホールディングスが提供している共通ポイントサービス。

2024年4月22日、CCCMKホールディングスのTポイントと三井住友カードのVポイントのサービス統合によりTポイントから改称された。

### Vマネー事業
CCCライフパートナーズ株式会社が提供している電子マネーサービス。
- 2014年11月25日、ドラッグユタカ全店舗にて電子マネーサービス「Tマネー」を開始[51]。
- 2015年4月16日、全国のTSUTAYAにてプリペイド型ギフトカード「Tマネーギフトカード」を販売開始（2024年2月末をもって販売終了）[52]。
- 2015年6月30日、ファミリーマートでの取り扱いを開始[53]。
- 2020年8月20日、後払い決済サービス「Paidy」に対応[54]。
- 2021年4月21日、非接触型決済サービス「Apple Pay」に対応[55]。
- 2021年5月26日、Androidスマートフォン向けに「iD」対応[56]（2023年1月25日で終了[57]）。
- 2024年4月22日、「Tマネー」から「Vマネー」にサービス名変更。

## 出版事業
CCC本体では、子会社の美術出版社と光村推古書院が発売する雑誌『美術手帖』『Winart』 と書籍の発行を行っている。
過去には映画ガイドブック『TSUTAYA シネマ ハンドブック』（1996年 - 2018年）やエンタテインメント・ランキング・マガジン『DATA WATCH』（2003年5月 - 2004年3月、発売元：角川書店）、書籍『まちを変えるホームシェアリング』（発売元：ネコ・パブリッシング）、フリーマガジン『月刊TSUTAYAアジアMAGAZINE』（  - 2023年3月号）を発行していた。

## 沿革

### 1980年代
- 1982年（昭和57年）大阪府枚方市の枚方駅前デパート[注 4] 5Fに、喫茶店兼レンタルレコード店の「LOFT」を開店。
- 1983年（昭和58年）3月24日 -「LOFT」の姉妹店として、枚方市岡東町24-14大和ビル1F・2Fに「蔦屋書店 枚方駅前店」を開業（TSUTAYA1号店であった。後に、LOFT同様枚方市駅周辺を数回移転する。現在は「枚方 蔦屋書店」）。
- 1984年（昭和59年）- TSUTAYA、カフェ、オフィスの融合した「蔦屋書店 江坂店」がオープン。
- 1985年（昭和60年）9月17日 - 「蔦屋書店」の商標登録を出願
- 1985年（昭和60年）9月20日 - 大阪府吹田市垂水町に、初代カルチュア・コンビニエンス・クラブ株式会社を設立。
- 1985年（昭和60年）9月 - 備品開発・販売の子会社として、日本レンタル・システム・サプライを設立。
- 1985年（昭和60年）9月 - 店舗設計の子会社として、都市計画を設立。
- 1986年（昭和61年）6月 - 加盟店舗への商品供給のため、日本出版販売と業務提携。
- 1986年（昭和61年）11月 - 東京都千代田区に、カルチュア・コンビニエンス・クラブ・東京（CCC東京）を設立。
- 1987年（昭和62年）- 福岡市中央区大名に、カルチュア・コンビニエンス・クラブ・九州（CCC九州）を設立。
- 1988年（昭和63年）1月 - 中古商品を取扱う関連会社として、ユー・ファクトリー（後のカルチュア・パブリッシャーズ）を大阪府吹田市に設立。
- 1988年（昭和63年）3月 - 大阪市中央区にカルチュア・コンビニエンス・クラブ・大阪本部（CCC大阪本部）を設立。
- 1988年（昭和63年）10月 - 大阪市南区に商品情報提供を担う関連会社として、日本エー・ブイ情報ネットワークを設立。
- 1988年（昭和63年）10月 - 顧客データの管理代行サービスの子会社として、アダムス（現・Tポイント）を設立。
- 1988年（昭和63年）12月 - 大阪府枚方市宮之阪に本店移転。
- 1989年（平成元年）12月 - 100%出資子会社として、レントラックジャパンを設立[注 5]。

### 1990年代
- 1991年（平成3年）4月 - 地域子会社のCCC東京、CCC大阪本部、CCC九州を吸収合併。
- 1991年（平成3年）4月 - 大阪市中央区に本店移転。
- 1991年（平成3年）6月 - アミューズと共同で、アミューズカルチャーを設立。
- 1992年（平成4年）11月 - 不動産事業の子会社として、シー・シー・シーエステートを設立。
- 1992年（平成4年）12月 - 子会社の日本エー・ブイ情報ネットワークを吸収合併。
- 1993年（平成5年）1月 - 映像制作の子会社として、蔦屋電子出版を設立。
- 1993年（平成5年）7月 - 音楽・ソフト販売事業「TSUTAYA RECORDS」のFC展開を開始。
- 1993年（平成5年）7月 - クレジット機能付会員証の発行を開始。
- 1993年（平成5年）9月 - 日本出版販売と共同で、日本メディアリンク（CD・ビデオレンタル店向けの加工・卸代行業務）を設立。
- 1994年（平成6年）7月 - 書籍販売事業「TSUTAYA BOOKS」のFC展開を開始。
- 1995年（平成7年）4月 - 直営店事業を、ツタヤ西日本（後のTSUTAYA STORES東京）とツタヤ東日本の2社に分社化。
- 1995年（平成7年）8月 - 卸売業の子会社として、日本ソフトサービスを設立。
- 1995年（平成7年）12月 - 枚方市に、マルチ・パッケージ・ストアのモデル店「TSUTAYA東香里店」オープン。
- 1996年（平成8年）9月 - 東京都世田谷区に加盟店および社員向け研修施設「蔦屋楽舎」を開校。
- 1997年（平成9年）1月 - 2代目ユー・ファクトリー（後のTSUTAYA STORESホールディングス）で中古CD、中古ビデオ等の販売を開始。
- 1997年（平成9年）5月 - ゲームソフト販売事業「Game TSUTAYA」のFC展開を開始。
- 1998年（平成10年）4月1日 - 50円額面株式への変更を実施。

| ① 芙蓉経営科学研究所（形式上の存続会社）が初代カルチュア・コンビニエンス・クラブ（実質的な存続会社）を吸収合併。 |  | ② 形式上の存続会社は、2代目カルチュア・コンビニエンス・クラブ株式会社に商号変更。 |

- 1998年（平成10年）7月 - 韓国城南市に、シーシーシーコリアとのライセンス契約による1号店「C3 CLUB盆唐本店」がオープン。
- 1998年（平成10年）10月 - 東京ガス、富士銀行（現・みずほ銀行）、テレビ東京などと共に、プロサッカークラブ「FC東京」の運営会社を設立。
- 1999年（平成11年）6月 - ネット事業の子会社として、シー・シー・シーオンライン（後のツタヤオンライン）を設立。
- 1999年（平成11年）10月 -「SHIBUYA TSUTAYA」（同年12月17日オープン）運営子会社として、渋谷ツタヤを設立。

### 2000年代
- 2000年（平成12年）1月 - ディレク・ティービー（旧ディレク・ティービー・ジャパン）の全株式を、ソウ・ツー（後のマスダアンドパートナーズ）に売却。
- 2000年（平成12年）1月 - 日本レンタル・システム・サプライのTSUTAYA加盟店に対する什器備品等の供給事業を吸収。分割後の日本レンタル・システム・サプライを、レントラックジャパンに売却[注 6]。
- 2000年（平成12年）3月 - TSUTAYA onlineサービスのシー・シー・シーオンラインを子会社化。
- 2000年（平成12年）4月 - 東証マザーズに上場。
- 2000年（平成12年）10月 - ツタヤ西日本が、ツタヤ東日本を吸収合併。
- 2000年（平成12年）12月 - アコムよりレンタルビデオ店25店舗を譲受。
- 2001年（平成13年）6月 - ツタヤ・ステーション（旧ジェット・リーシング・インターナショナル。後のTSUTAYA STORES九州）を子会社。
- 2001年（平成13年）5月 - ビデオ・CD等のレンタル・販売チェーンのイワキインフォテインメントより12店舗を譲受。
- 2001年（平成13年）7月 - 子会社のカルチュア・エンジニアリングを吸収合併。
- 2001年（平成13年）7月 - 子会社のマスダ・エデュテイメント・ワークスの加盟店教育事業と、イベント企画事業を吸収。
- 2001年（平成13年）8月 - 南大阪ツタヤが、イワキインフォテインメントより譲り受けた店舗の運営を開始。
- 2001年（平成13年）8月 - 子会社のツタヤ・ステーションが、ヴィステーションより譲り受けた店舗の運営を開始。
- 2001年（平成13年）10月 - 子会社のツタヤ西日本が初代渋谷ツタヤを吸収合併のうえ、2代目渋谷ツタヤに商号変更。
- 2001年（平成13年）12月 - 55ステーションとの資本・業務提携。
- 2002年（平成14年）3月 - シー・シー・シーエステートの清算結了。
- 2002年（平成14年）5月 - デジキューブの第三者割当増資を引受け。
- 2002年（平成14年）6月 - 兵庫ツタヤ（旧星電明石家電）と、関東ツタヤ（旧星電健康産業）をそれぞれ買収。
- 2002年（平成14年）7月 - グルーヴコーポレーションよりレンタルビデオ店8店舗を譲受。
- 2002年（平成14年）7月 - 関東ツタヤが、第一家庭電器より譲り受けた店舗の運営を開始。
- 2002年（平成14年）7月 - 神奈川ツタヤ（旧リバティハウス）を完全子会社化。
- 2002年（平成14年）7月 - シー・シー・シー メディア（旧カルチャー・ウィザード）がアダムス（現・Tポイント）のマーケティング営業部門と、ツタヤオンラインの営業部門を吸収。
- 2003年（平成15年）3月 - 新日本石油（現・ENEOS）と、ポイント事業で業務提携。
- 2003年（平成15年）3月 - 子会社の関東ツタヤが、神奈川ツタヤを吸収合併。
- 2003年（平成15年）3月 - 東証第一部市場に銘柄指定替え。
- 2003年（平成15年）8月 - ホイッスル（後の北九州ツタヤ）を買収。
- 2003年（平成15年）10月 - ローソン、新日本石油とポイント提携を開始。
- 2004年（平成16年）3月 - M&S（現・ニューコ・ワン）の株式取得、持分法適用関連会社化。
- 2004年（平成16年）3月 - レントラックジャパンへのTOBを実施、再び子会社化。
- 2004年（平成16年）3月 - ケータイTV番組表「テレビーバ！」を提供する子会社として、アロハワークスを設立。
- 2004年（平成16年）3月 - スーパーリーシング（後のTSUTAYA STORESホールディングス）を子会社化。
- 2004年（平成16年）4月 - グループ再編を実施。

| ① 渋谷ツタヤとツタヤ東日本の合併により、TSUTAYA STORES東京を設立。 |  | ② 兵庫ツタヤと南大阪ツタヤの合併により、TSUTAYA STORES大阪を設立。 |

- 2004年（平成16年）4月1日 - アダムスが、Tカードに商号変更。会員証の全国共通化を開始する（一部店舗を除く）。
- 2004年（平成16年）7月 - M&Sが初代ニューコ・ワンを吸収合併、2代目ニューコ・ワンに商号変更。
- 2004年（平成16年）7月 - アイ・エム・ジェイ（IMJ）、角川映画[注 7]、ギャガ・コミュニケーションズ（現・ギャガ）と共同で、BBBを設立。
- 2005年（平成17年）3月23日 - スターバックスコーヒージャパンとライセンス契約を締結。Book&Cafeコンセプトの店舗の展開で合意。
- 2005年（平成17年）3月31日 - TSUTAYA STORES ホールディングスが、ヴァージン・メガストアーズ・ジャパン（ヴァージン・グループの日本法人）を買収。
- 2005年（平成17年）4月 - グループ再編を実施。

| ① TSUTAYA STORES大阪がTSUTAYA STORES九州、関東ツタヤ、北九州ツタヤを吸収合併。 |  | ② Tカードとシー・シー・シー メディアの合併により、Tカード&マーケティングを設立。 |

- 2005年（平成17年）8月 - 東京放送（現・東京放送ホールディングス）と共同で、TCエンタテインメントを設立。
- 2005年（平成17年）8月 - CCC「コンテンツ企画グループ」[注 8]を、従業員が設立したCCRエンタテインメント（現・CCRE）に売却。
- 2005年（平成17年）9月 - IMJ、ツタヤオンライン、Tカード&マーケティングの出資により、CCCコミュニケーションズを設立。
- 2005年（平成17年）11月 - IMJ、デジタルスケープ、デジタルハリウッドをそれぞれ買収[60]。
- 2006年（平成18年）3月1日 - 純粋持株会社体制に移行。FC事業を、TSUTAYA（後のCCC）として分社化。
- 2006年（平成18年）3月 - 株式交換により、レントラックジャパンを完全子会社化。
- 2006年（平成18年）4月 - 子会社のTSUTAYA STORES大阪とTSUTAYA STORES東京の合併により、TSUTAYA STORESを設立。
- 2006年（平成18年）4月 - ワンダーコーポレーションとの共同出資により、TSUTAYAワンダーグーを設立。
- 2006年（平成18年）6月 - 子会社のTSUTAYAが新星堂の第三者割当増資を引受け、新株予約権を取得。
- 2006年（平成18年）7月 - 子会社のTSUTAYAがすみやの第三者割当増資を引受け。
- 2006年（平成18年）7月 - MPD（日本出版販売系）が日本メディアリンク（日本出版販売とCCCの合弁）と、 日本ソフトサービス（CCC系）を吸収合併。MPDを、CCCと日本出版販売の共同経営体制に移行。
- 2006年（平成18年）10月 - 子会社のレントラックジャパンがオンラインDVDレンタル事業を、ツタヤ・ディスカスとして分社化。
- 2006年（平成18年）12月 - 子会社のレントラックジャパンが、トップ・パートナーズの全株式を取得。
- 2007年（平成19年）3月31日 - ローソンとのポイント提携が終了。
- 2007年（平成19年）4月 - コミックレンタルのFC展開を開始。
- 2007年（平成19年）4月 - 連結子会社のキュービカル・エンタテインメントとキネティックの合併により、CKエンタテインメントを設立。
- 2007年（平成19年）7月 - 米国法人として、TSUTAYA USA, INC.を設立。
- 2007年（平成19年）11月20日 - ファミリーマートとのポイント提携開始。
- 2008年（平成20年）5月 - マーケティングソリューション事業の中間持株会社として、CCCライフスタイル総合研究所を設立。
- 2008年（平成20年）6月 - TSUTAYA事業の中間持株会社として、TSUTAYA HOLDINGSを設立。
- 2008年（平成20年）6月6日 - デジタルテレビ向け配信事業「TSUTAYA TV」を本格始動。
- 2008年（平成20年）8月1日 - 2代目ユー・ファクトリーが初代TSUTAYA STORESホールディングスを吸収合併のうえ、2代目TSUTAYA STORESホールディングスに商号変更。
- 2008年（平成20年）10月1日 - グループ再編を実施。

| ① ツタヤオンラインがツタヤ・ディスカスと、TSUTAYA BBを吸収合併。 |  | ② レントラックジャパンが、CKエンタテインメントを吸収合併。 |

- 2009年（平成21年）1月1日 - 子会社の2代目TSUTAYA STORES HDが、ヴァージン・メガストアーズ・ジャパンを吸収合併。
- 2009年（平成21年）3月 - 夢の街創造委員会（現・出前館）と資本業務提携。
- 2009年（平成21年）4月1日 - グループ再編を実施。

| ① 2代目TSUTAYA STORES HDが、TSUTAYA STORESを吸収合併。 ③ レントラックジャパンがブロウアウトジャパン、BMドットスリー、カルチュア・パブリッシャーズの3社を吸収合併。 ⑤ TSUTAYAが、Tポイント（旧Tカード&マーケティング）の一部事業を吸収。 ⑦ ほるぷ出版のブッキング事業（現・復刊ドットコム）を吸収。 |  | ② TSUTAYAが、2代目TSUTAYA STORES HDを吸収合併。 ④ TSUTAYAがレントラックジャパン、ツタヤオンライン、CCCキャスティングの3社を吸収合併。 ⑥ TSUTAYAがCCCライフスタイル総合研究所、CCCコミュニケーションズを合併。 ⑧ TSUTAYAがCCCに商号変更。TSUTAYA HOLDINGSを解散。 |

- 2009年（平成21年）5月14日 - カカクコムと資本業務提携。デジタルガレージと業務提携。
- 2009年（平成21年）5月25日 - カカクコムの株式20.31%を取得。
- 2009年（平成21年）6月23日 - 毎日新聞社と包括的業務提携で合意[61]。
- 2009年（平成21年）10月1日 - 連結子会社のCCCを吸収合併。

### 2010年代
- 2010年（平成22年）1月 - ビーエムドットスリー事業とリユース事業を吸収分割方式により、MPDに売却。
- 2010年（平成22年）2月1日 - 株式交換により、すみやを完全子会社化[62]。
- 2010年（平成22年）3月3日 - TSUTAYA TV事業を、TSUTAYA TV（後のT-MEDIAホールディングス）に分割。CCREが事実上の倒産（出資金および商取引において少額の損失が生ずる可能性を発表）[63]。
- 2010年（平成22年）3月19日 - LPGA公認ツアー「Tポイントレディス ゴルフトーナメント」を鹿児島高牧CCで初開催[64]。
- 2010年（平成22年）4月1日 - すみやの全事業を譲受け[65]。
- 2010年（平成22年）4月27日 - ネットオフと資本業務提携。
- 2010年（平成22年）5月11日 -「代官山プロジェクト」の計画概要が発表される（協力：NTT都市開発）。

| 代官山 蔦屋書店 |  | 代官山 蔦屋書店 |
| 代官山 蔦屋書店 |  |                 |

- 2010年（平成22年）7月 - ヤフー（現・LINEヤフー）と包括的業務提携に関する基本合意。
- 2010年（平成22年）8月 - 富士山マガジンサービスと資本業務提携。
- 2010年（平成22年）9月 - 中古本事業「TSUTAYA ecobooks」のFC展開を開始[66]。
- 2010年（平成22年）10月 - テイツーと業務提携で基本合意[67]。
- 2010年（平成22年）11月 - グループ4社が大阪国税局の税務調査を受け、約16億円の申告漏れを指摘されたことが報道された。うち約2000万円は悪質な仮装や隠蔽を伴う所得隠しとみられ、重加算税を含む約5億円を追徴課税された[68][69]。
- 2010年（平成22年）12月 - シャープと共同で、TSUTAYA GALAPAGOSを設立。
- 2010年（平成22年）12月 - オプトと資本業務提携。
- 2011年（平成23年）2月3日 - MBOによる上場廃止を発表。
- 2011年（平成23年）3月23日 - MMホールディングスがCCC株式（議決権割合）の95.31%を取得したことを発表する[70]。
- 2011年（平成23年）6月30日 - メディアドゥ、富士山マガジンサービスと業務提携、電子書籍サービス「TSUTAYA.com eBOOKs」を開始。
- 2011年（平成23年）7月1日 - トップカルチャーと共同で、TSUTAYA STATIONERY NETWORKを設立。
- 2011年（平成23年）7月22日 - 上場廃止。
- 2011年（平成23年）10月1日 - ネット・エンタテインメント事業を、TSUTAYA.com（旧TSUTAYA TV）に売却。
- 2011年（平成23年）11月24日 - イオンモール日の出店で未成年者が自ら万引きしてきたCD商品を、処分目的で大量に持ち込んだにも関わらず、店側が通報していなかったことが発覚[71]。同年12月2日、この盗品買い取り問題を受け、古物営業法の規定に基づき、同店を12月5日から14日間の営業停止処分とする[72] 行政処分が命じられる。
- 2011年（平成23年）12月3日 - 渋谷区猿楽町に「代官山T-SITE」がオープン。続く12月5日には、核となる「代官山 蔦屋書店」[注 9] が開業。

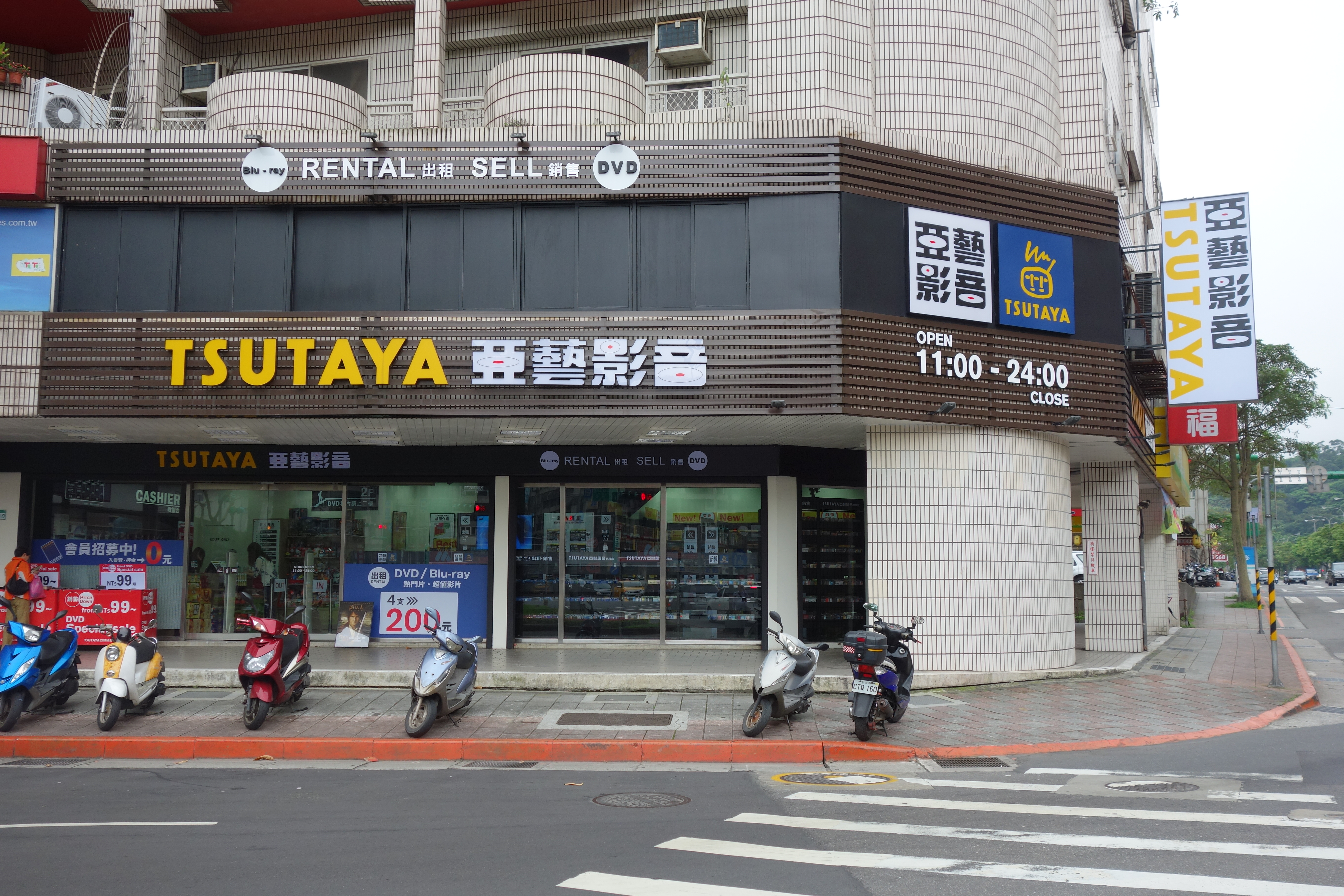
TSUTAYA亞藝影音

- 2012年（平成24年）6月 - 台湾のCMCグループ（中環集団）と戦略的資本業務提携。
- 2012年（平成24年）8月 - ユーザーのWeb閲覧履歴を収集していると指摘され、批判が相次いだInternet Explorer用ツールバー「Tポイントツールバー」のダウンロード提供を中止[73][注 10]。
- 2012年（平成24年）10月1日 - Tポイントの運営事業を、Tポイント・ジャパンとして分社化[74]。
- 2012年（平成24年）12月27日 - 台湾台北市内に台湾1号店となる「TSUTAYA亞藝影音 民権店」がオープン[75]。

| 左）武雄市図書館・歴史資料館 右）函館 蔦屋書店 |  | 左）武雄市図書館・歴史資料館 右）函館 蔦屋書店 |
| 左）武雄市図書館・歴史資料館 右）函館 蔦屋書店 |  |                                                |

- 2013年（平成25年）4月1日 - 武雄市図書館・歴史資料館（佐賀県武雄市）の運営を指定管理者として開始[27]。
- 2013年（平成25年）7月1日 - TSUTAYA.comが持株会社に移行、T-MEDIAホールディングスを設立。
- 2013年（平成25年）10月 - ソケッツと共同で、CSマーケティングを設立。
- 2013年（平成25年）12月5日 - 北海道函館市に「函館 蔦屋書店」がオープン。「代官山 蔦屋書店の意思を引き継ぎ、蔦屋書店を全国展開させていくための1号店」[76] とした。

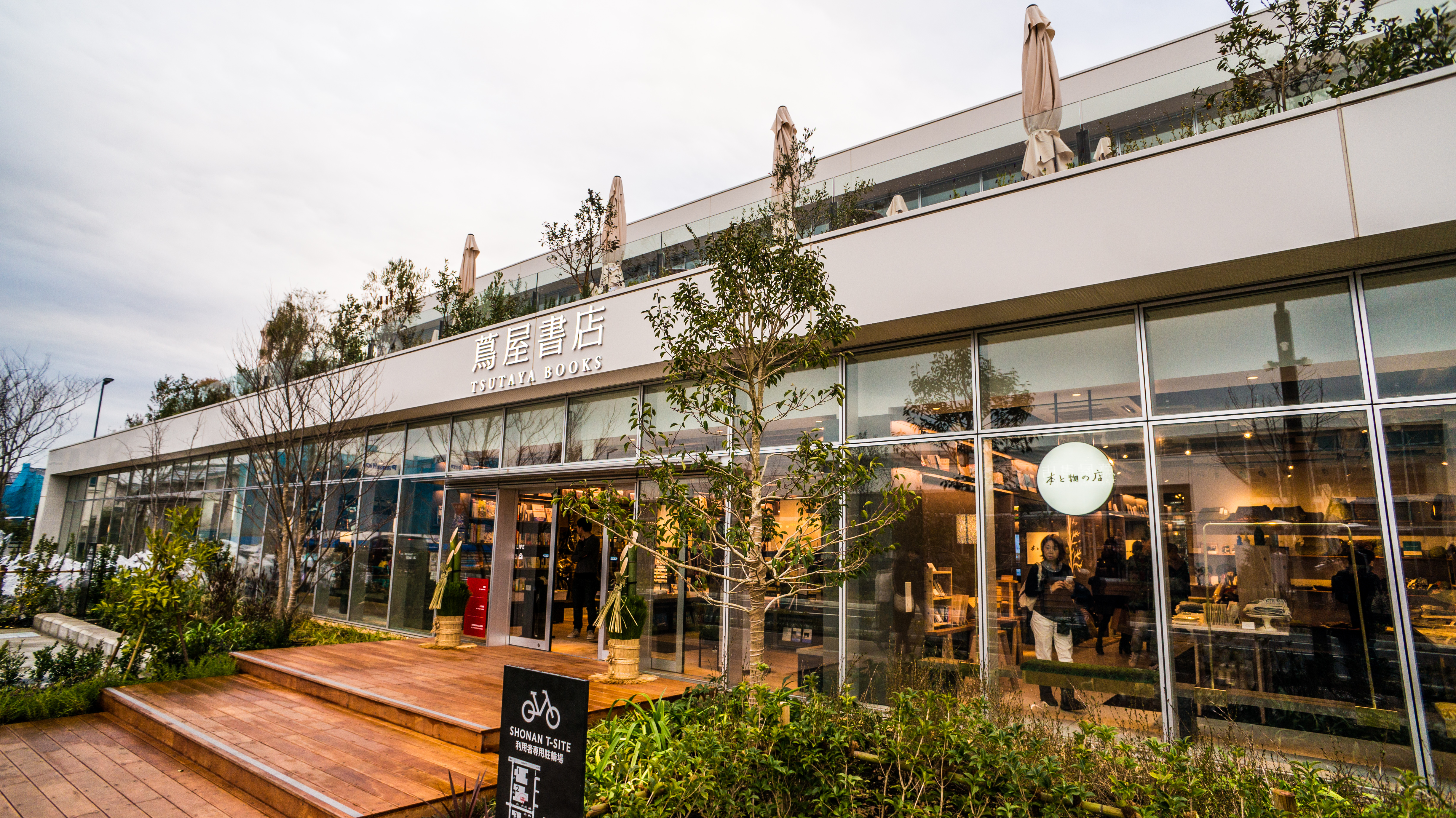
湘南T-SITE

- 2014年（平成26年）4月1日 - カンパニー制の導入。マスダアンドパートナーズ（旧ソウ・ツー）を吸収合併[77]
- 2014年（平成26年）6月30日 - BookLiveと、戦略的パートナーシップ。
- 2014年（平成26年）9月24日 - ルートワン・パワーと共同で、CCCモバイルを設立。
- 2014年（平成26年）10月1日 - 阪急コミュニケーションズの一部出版事業を吸収したCCCメディアハウスの株式を取得[78]。
- 2014年（平成26年）10月22日 - 子会社のT-MEDIA HDが「T-サイト」[注 11] を開設、ネットニュース配信事業に参入[79]。
- 2014年（平成26年）12月1日 - 新設分割により、一部事業を分社化[80]。
  - TSUTAYA事業 → 2代目TSUTAYA（後の蔦屋書店）
  - 出版・コンテンツ事業 → カルチュア・エンタテインメント
  - マーケティング事業 → CCCマーケティング（後のCCC MARKETING HOLDINGS）
- 2014年（平成26年）12月12日 - 神奈川県藤沢市に「湘南T-SITE」がオープン。敷地面積は代官山T-SITEの約2倍となる4267坪。CCC初のApple製品の販売・修理店も併設[81]。

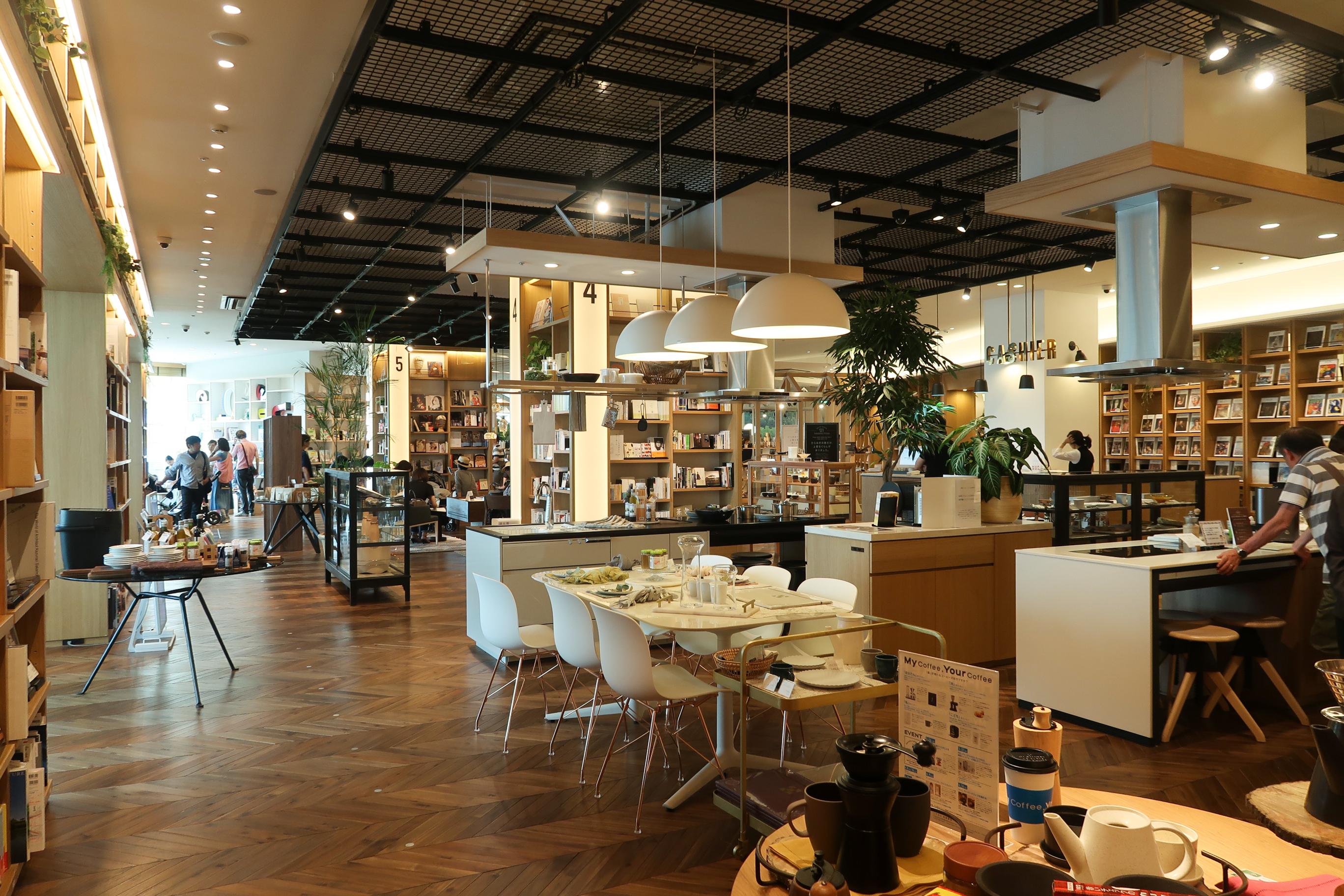
蔦屋家電

- 2015年（平成27年）1月20日 - ベンチャー企業向け協業プログラム「T-VENTURE PROGRAM」（TVP）の最終審査会を開催[82]。
- 2015年（平成27年）3月 - フリービットと、モバイル事業で戦略的資本業務提携。
- 2015年（平成27年）3月 - トーンモバイル（旧フリービットモバイル）の第三者割当増資を引受け。
- 2015年（平成27年）4月 - 安田造船所と共同で、イタリア高級家具ブランド「B&B ITALIA Japan」の運営のprogetto81を設立。蔦屋家電
- 2015年（平成27年）5月3日 - 世田谷区二子玉川に「蔦屋家電」がオープン[83]。
- 2015年（平成27年）5月8日 - ルクア1100内に「梅田 蔦屋書店」がオープン[84]。
- 2015年（平成27年）5月15日 - カルチュア・エンタテインメントが、美術出版社の民事再生スポンサーとなる。
- 2015年（平成27年）6月 - アーク・スリー・インターナショナルを子会社化。
- 2015年（平成27年）10月1日 - 海老名市立図書館の中央図書館を改装[30]。
- 2015年（平成27年）11月12日 - クリエイター発掘プログラム『TSUTAYA CREATORS' PROGRAM』（TCP）の最終審査会を開催。
- 2015年（平成27年）11月25日 - 浦和駅（アトレ浦和）に「浦和 蔦屋書店」がオープン[85]

| 枚方T-SITE外観、店内 |  | 枚方T-SITE外観、店内 |
| 枚方T-SITE外観、店内 |  |                      |

- 2016年（平成28年）2月 - 子会社のカルチュア・エンタテインメントがU-NEXT、マイシアターD.D.と共同で、カルチュア・ネクスト・プロダクション（現・Catalyst・Data・Partners）を設立。
- 2016年（平成28年）3月 - 子会社のアーク・スリー・インターナショナルが、Tトラベルを吸収合併。
- 2016年（平成28年）3月21日 - 多賀城市立図書館を指定管理者として運営開始[33]。
- 2016年（平成28年）3月31日 - 子会社のCCCモバイルホールディングスを吸収合併。
- 2016年（平成28年）4月1日 - 子会社の2代目TSUTAYAが、T-MEDIAホールディングスを吸収合併。
- 2016年（平成28年）4月 - 子会社の2代目TSUTAYAが一部地域事業を、北海道TSUTAYA、中四国TSUTAYA、九州TSUTAYA、日本サプライサービスとして分社化。
- 2016年（平成28年）4月 - 子会社のTSUTAYA STATIONERY NETWORKが文具雑貨卸事業を、MPDに売却。
- 2016年（平成28年）5月16日 - 大阪府枚方市に生活提案型デパートメント「枚方T-SITE」がオープン[86]。核店舗として「枚方 蔦屋書店」が開業。延べ床面積は代官山・湘南を抜き最大となる[87]。かつてこの地には近鉄百貨店枚方店があった。
- 2016年（平成28年）7月 - アイ・エム・ジェイの株式の過半数を、ACCENTURE HOLDINGS B.V.に売却。
- 2016年（平成28年）7月 - 連結子会社のCCCマーケティングと、LIVELYを吸収合併。
- 2016年（平成28年）7月 - Mistletoeと共同で、T-KIDSを設立。翌年3月には『T-KIDSシェアスクール』をオープン。
- 2016年（平成28年）7月22日 - 中古本を核とした複合施設「TSUTAYA BOOK GARAGE 福岡志免」をオープン[88]。
- 2016年（平成28年）8月 - 子会社の2代目TSUTAYAが、TSUTAYA STATIONERY NETWORKを吸収合併。
- 2016年（平成28年）9月 - フォトライフ研究所（現・CCCフォトライフラボ）のTOBにより、フォトクリエイトを連結子会社化。
- 2016年（平成28年）11月 - CCCマーケティングがウエルシアホールディングスと共同で、ウエルシアリテールソリューションを設立。

- 2017年（平成29年）1月24日 - 台湾法人が、得利影視（CMCグループ）とFC契約を締結。「TSUTAYA BOOKSTORE」の台湾1号店として台北市信義区の統一時代百貨台北店5階に「TSUTAYA BOOKSTORE信義店」を出店[89][90]。
- 2017年（平成29年）2月4日 - 高梁市図書館を指定管理者として運営開始[34]。
- 2017年（平成29年）2月24日 - スターバックスコーヒーと新本・中古本・文房具・雑貨の販売を行う複合施設「草叢BOOKS　新守山店」をオープン[91]。
- 2017年（平成29年）3月3日 - オートバックスセブンと共同で、ABTマーケティングを設立。
- 2017年（平成29年）3月21日 - 徳間書店を子会社化。
- 2017年（平成29年）4月 - 子会社の2代目TSUTAYAが一部事業を、東北TSUTAYA、関西TSUTAYA、ジャパンレジスターサービスとして分社化。
- 2017年（平成29年）4月14日 - EKI CITY広島にエディオンとの共同店舗「エディオン蔦屋家電」がオープン。
- 2017年（平成29年）5月11日 - 中国の中信出版集団（CITICグループの出版子会社）と資本業務提携[92]。
- 2017年（平成29年）5月15日 - キタムラと資本業務提携。
- 2017年（平成29年）6月 - 子会社の2代目TSUTAYAが、ふるさとスマホを吸収合併。
- 2017年（平成29年）9月13日 - 子会社のカルチュア・エンタテインメントがSBS（韓国の民間放送局）と共同で、PLAN Kエンタテインメントを設立[93]。
- 2017年（平成29年）12月15日 - 子会社のカルチュア・エンタテインメントが、主婦の友社の全株式を取得[94]。
- 2018年（平成30年）2月3日 - 周南市徳山駅前賑わい交流施設と、周南市立徳山駅前図書館を指定管理者として運営開始。
- 2018年（平成30年）4月 - グループ再編を実施。

| ① 2代目TSUTAYAが一部事業を、首都圏TSUTAYA、北関東TSUTAYA、TSUTAYA Digital Entertainmentとして分社化。 ③ CCCマーケティングのTSUTAYA版DB WATCH事業を、カルチュア・ネクスト・プロダクション（現・Catalyst・Data・Partners）に統合。 |  | ② 2代目TSUTAYA STORESの直営店舗事業を、北海道TSUTAYA、東北TSUTAYA、首都圏TSUTAYA、関西TSUTAYA、中四国TSUTAYA、九州TSUTAYAに分割。 ④ TSUTAYAが、②後の2代目TSUTAYA STORESを吸収合併。 |

- 2018年（平成30年）4月2日 - 家電の企画・卸売事業を、蔦屋家電エンタープライズとして分社化。
- 2018年（平成30年）4月13日 - JR延岡駅前複合施設「エンクロス」を指定管理者として運営開始。
- 2018年（平成30年）5月1日 - 純粋持株会社体制に再度移行。CCCエンタテインメント（後のCCC LIFESTYLE）、CCCデザイン、CCCクリエイティブを設立[95]。
- 2018年（平成30年）5月30日 - 子会社の2代目TSUTAYAが消費者庁から、動画配信サービス「TSUTAYA TV」の「動画見放題」プランが実際には一部の動画しか視聴できず景品表示法違反に当たるとして再発防止を求める措置命令を受けた[96][97]。翌2019年2月22日には課徴金1億1753万円の支払いを命じられた[98][99]。
- 2018年（平成30年）7月 - CKホールディングス（同年10月1日に合併）のTOBにより、キタムラを連結子会社化[100]。
- 2018年（平成30年）8月7日 - Blaboの株式取得、連結子会社化。
- 2018年（平成30年）10月 - 社内カンパニーを含む一部事業の分社化・吸収分割を実施[101]。

| ① CCCエンタテインメントカンパニーを、CCCエンタテインメントとして分社化。 ③ CCCデザインカンパニーを、CCCデザインとして分社化。 ⑤ CCCアートラボカンパニーを、CCCアートラボとして分社化。 ⑦ CCCミュージックラボカンパニーを、CCCミュージックラボとして分社化。 ⑨ ビジネスパートナーズ事業本部を、CCCビジネスパートナーズとして分社化。 |  | ② CCCクリエイティブカンパニーを、CCCクリエイティブとして分社化。 ④ CCCカーライフラボカンパニーを、CCCカーライフラボとして分社化。 ⑥ CCCフォトライフラボカンパニーを、CCCフォトライフラボとして分社化。 ⑧ T-SITE事業本部を、T-SITEとして分社化。 ⑩ スターバックス事業を北海道TSUTAYA、函館蔦屋書店、蔦屋書店、2代目TSUTAYA、首都圏TSUTAYA、関西TSUTAYA、中四国TSUTAYA、九州TSUTAYAにそれぞれ分割。 |

- 2018年（平成30年）12月 - CCCローカルを吸収合併。
- 2019年（平成31年）3月 - 子会社のCCCデザインが、JIA（東京のプリスクール運営会社）と資本業務提携[102]。
- 2019年（平成31年）3月 - 連結子会社の一部株式を、CCCデザインを通じてキタムラ・ホールディングスに売却[103]。
- 2019年（平成31年）4月 - 子会社の2代目TSUTAYAが旭屋書店と、東京旭屋書店を買収[104]。
- 2019年（平成31年）4月 - 子会社の2代目TSUTAYAが東海地方の事業を、東海TSUTAYAとして分社化[105]。
- 2019年（令和元年）8月 - 子会社の2代目TSUTAYAとDAYS Bookが合併。
- 2019年（令和元年）12月 - 和歌山市民図書館を指定管理者として運営開始[106]。

### 2020年代
- 2020年（令和2年）3月 - TSUTAYA TOKYO ROPPONGIを、「六本木 蔦屋書店」としてリニューアルオープン。
- 2020年（令和2年）3月 - 子会社のTマネーとTカードが合併。
- 2020年（令和2年）4月 - グループ再編を実施。

| ① 2代目TSUTAYAが日本サプライサービス、ジャパンレジスターサービス、TSUTAYA Digital Entertainment、初代蔦屋書店、札幌ブックセンターの5社を吸収合併のうえ、2代目蔦屋書店に商号変更。 ③ CSマーケティングが、CCC COMMUNITYに商号変更。 |  | ② CCC MARKETING HOLDINGS（旧CCCマーケティング）が一部事業を、2代目CCCマーケティングとして分社化。 ④ CCCデザインが、CCC DESIGNに商号変更。 |

- 2020年（令和2年）5月 - 子会社のCCCエンタテインメントが、CCC LIFESTYLEに商号変更。
- 2020年（令和2年）7月 - 子会社のTMC（旧トーンモバイル）を吸収合併。
- 2020年（令和2年）10月 - グループ再編を実施[107][108][109]。

| ① CCC MARKETING HOLDINGSが、CCCクリエイティブを吸収合併。 ③ 2代目蔦屋書店が、Tマガジンを吸収合併。 |  | ② 2代目CCCマーケティングが、Blaboを吸収合併。 ④ 2代目蔦屋書店のTSUTAYA DISCAS事業と、TSUTAYA Online GAME事業を吸収。 |

- 2020年（令和2年）10月 - 上海法人が、砺玖弥新書店（杭州）有限责任公司とFC契約を締結。中国杭州市に「杭州天目里 蔦屋書店」を出店[110]。
- 2021年（令和3年）2月1日 - 子会社のカルチュア・エンタテインメントが、ネコ・パブリッシングを吸収合併。
- 2021年（令和3年）2月26日 - 子会社のCCC DESIGNがタイムマシンの株式を、ソウ・ツーに売却。
- 2021年（令和3年）3月 - 丸亀市市民交流活動センター マルタスを指定管理者として運営開始[111]。
- 2021年（令和3年）3月31日 - しまうまプリントが、CCCフォトライフラボを吸収合併。
- 2021年（令和3年）4月1日 - CCCが中間持株会社4社、及びその関連会社を統合[112][113]。

| ① CCCがCCC LIFESTYLE、CCC DESIGN、CCC MARKETING HOLDINGS、CCC COMMUNITYを吸収合併。 ③ CCCが北海道TSUTAYA、東北TSUTAYA、首都圏TSUTAYA、北関東TSUTAYA、東海TSUTAYA、関西TSUTAYA、中四国TSUTAYA、九州TSUTAYAを吸収合併。 ⑤ CCC本社内に、蔦屋書店カンパニー、マーケティングカンパニー、コーポレート本部を新設。 |  | ② CCCが2代目蔦屋書店、T-SITE、CCCビジネスパートナーズ、函館蔦屋、BTCompanyを吸収合併。 ④ CCCがグロースラボ、CCCカーライフラボ、CCCアートラボを吸収合併。 ⑥ CCCが美術出版社、光村推古書院、ニューアートディフュージョンの権利義務の一部を承継。 |

- 2021年（令和3年）6月28日 - キタムラHDの株式の過半を、インテグラル系のファンドに売却。
- 2021年（令和3年）8月5日 - Catalyst・Data・Partnersが学研ホールディングス、小学館、日販グループホールディングス、富士山マガジンサービスを引受人とする第三者割当増資を実施[114]。
- 2021年（令和3年）10月8日 - 髙島屋、東神開発と共同で、TTC LIFESTYLEを設立[115]。
- 2021年（令和3年）8月5日 - Catalyst・Data・PartnersがKADOKAWA、講談社、集英社、ポプラ社を引受人とする第三者割当増資を実施[116]。
- 2022年（令和4年）2月8日 - カルチュア・エンタテインメントがアミューズ、INCLUSIVE、 凸版印刷（現・TOPPANホールディングス）、日販グループHD、博報堂DYメディアパートナーズ、BookLive、芙蓉総合リース、ミクシィ、メディアボーイを引受人とする第三者割当増資を実施[117]。
- 2022年（令和4年）3月14日 - イオシスがMBOを実施、同社の全株式を売却[118]。
- 2022年（令和4年）3月30日 - カルチュア・エンタテインメントの資本構成を変更、CCCの持分法適用会社とする[119]。
- 2022年（令和4年）4月1日 - 宇城市立図書館と、宇城市不知火美術館を指定管理者として運営開始。
- 2022年（令和4年）4月3日 - 不知火文化プラザが、不知火美術館・図書館としてリニューアルオープン[120]。
- 2022年（令和4年）4月 - 子会社のCCC AIRを吸収合併[121]。
- 2022年（令和4年）4月 - Mediplat（メドピア子会社）と共同で、歩数計を基盤としたヘルスケアアプリ「Tヘルスケア」を開始[122]。
- 2022年（令和4年）6月15日 - 定額サービス「TSUTAYAプレミアム」が、NTTドコモの「dTV」と連携[123]。
- 2022年（令和4年）6月 - 千代田区外神田にトレカ専門店「トレカONE」を出店。
- 2022年（令和4年）7月 - マレーシア法人が現地加盟企業とFC契約を締結。クアラルンプールに 「ブキット・ジャリル 蔦屋書店」を出店[124]。
- 2022年（令和4年）9月1日 - 福岡市からの運営受託により、アーティスト支援施設「Artist Cafe Fukuoka」を運営開始[125]。
- 2022年（令和4年）9月3日 - 福岡市からの受託により、ライフシフトによる女性の起業を支援する「わたラボ」を開始[126]。
- 2022年（令和4年）9月23日 - 武雄市観光協会が、CCCに運営を委託する「武雄 旅 書店」「武雄温泉駅観光案内所」が開業[127]。
- 2022年（令和4年）9月30日 - CCCフロンティアの全株式を、ティーガイアに売却[128]。
- 2022年（令和4年）10月 - 株式保有事業の一部を、Tポイント・ジャパンに分割。
- 2022年（令和4年）10月 - Tポイント・ジャパンが2代目CCCマーケティングを吸収合併のうえ、CCCMKホールディングスに社名変更。
- 2022年（令和4年）10月 -「TSUTAYAオンラインショッピング」の運営業務を、MPDに売却。
- 2023年（令和5年）2月 -「TSUTAYA桜新町店」をリニューアル、インドアゴルフ練習場「TSUTAYA Conditioning GOLF 桜新町店」をオープン。
- 2023年（令和5年）3月1日 - コミュニティ施設「Karuizawa Commongrounds（軽井沢コモングラウンズ）」をグランドオープン[129]。
- 2023年（令和5年）4月1日 - 「T会員」の管理事業に関する権利義務を、CCCMKホールディングスに統合[130]。
- 2023年（令和5年）4月10日 - 三井住友フィナンシャルグループと三井住友カードが、CCCMKホールディングスに資本参加[131]。
- 2023年（令和5年）5月27日 -「TSUTAYA 宇多津店」内に韓ビニのFC加盟店「韓ビニ TSUTAYA宇多津店」をオープン[132]。
- 2023年（令和5年）6月15日 - 定額サービス「TSUTAYAプレミアム」[注 12] が、動画配信サービスの提携先を「U-NEXT」に変更[133][134]。同時に「TSUTAYAプレミアムNEXT」の提供も開始[134]。
- 2023年（令和5年）10月1日 - グループ再編を実施[135][136][137]。

| ① CCCのTSUTAYA FC事業を、MPDに売却。 ③ CCCMKホールディングスが、Tポイントを吸収合併。 |  | ② 事業譲受後のMPDは、カルチュア・エクスペリエンスに商号変更。 |

- 2023年（令和5年）10月2日 - 紀伊國屋書店、日本出版販売との合弁会社として、ブックセラーズ&カンパニーを設立[138]。
- 2023年（令和5年）12月1日 - 食品総合卸の日本アクセスと連携し、食のライフスタイル店舗「レンチン食堂」を大阪・戎橋にオープン[139]。
- 2023年（令和5年）12月1日 - カルチュア・エクスペリエンスが、TSUTAYA初のトレーディングカード専門店「TSUTAYA Trading card 錦糸町」を出店[140][141]。
- 2024年（令和6年）4月1日 - サイバー・バズのライフスタイルメディア「MADURO ONLINE」事業を譲受け[142]。
- 2024年（令和6年）4月22日 - TポイントとVポイント（三井住友カード）を統合、同日から新名称「Vポイント」として展開[143]。また、これに係るサービス名称も変更[144]。
  - スマートフォンアプリ：旧Tポイントアプリ → Vポイントアプリ
  - ウェブサイト：旧Tサイト → Vポイントサイト
  - ウェブサイト：旧Tモール → Vポイントモール
  - プラスチックカード：旧Tカード → Vカード
  - ヘルスケアアプリ：旧Tヘルスケア → Vヘルスナビ
  - 電子マネーサービス：旧Tマネー → Vマネー
- 2024年（令和6年）4月22日 - Tマネーが、CCCライフパートナーズに社名変更。
- 2024年（令和6年）8月 - CCCMKホールディングスが、Livelsを完全子会社化[145]。
- 2024年（令和6年）10月1日 - ライフスタイルを軸にした顧客体験価値の提供を目指す事業を開始し、専門部署「エクスペリエンス・デザイン本部」を設立[146]。
- 2024年（令和6年）12月27日 - 旭屋書店と東京旭屋書店の全株式を、紀伊國屋書店へ売却[147]。
- 2025年（令和7年）1月31日 - デジタルハリウッドの株式を、ベネッセホールディングスへ売却[148]。
- 2025年（令和7年）3月6日 - ゴルフ練習場「ステップゴルフ」との協業を発表した。インドア練習場と書店が併設された店舗展開をしていく[149]
- 2025年（令和7年）5月7日 - グループ会社のCCCMKホールディングスやCCCライフパートナーズ、Catalyst・Data・Partners、カルチュア・エクスペリエンスと共に、本社を東京都渋谷区南平台町の渋谷ガーデンタワーから、横浜市西区みなとみらいの横浜コネクトスクエアに移転[150][151][152][153][154]。

## 連結グループ会社
- CCCMKホールディングス株式会社（60％） - マーケティング・ソリューション事業、ポイントアライアンス事業。三井住友フィナンシャルグループ、三井住友カードが出資。旧Tポイント・ジャパン
  - CCCライフパートナーズ株式会社 - 電子マネー事業、クレジットカードやデビッドカードなどの取扱事業
  - 株式会社Livels - インフルエンサー 広告代理店事業
- 株式会社Catalyst・Data・Partners - AIを活用したデータベースSaaSの提供、出版業界における需要予測サービスの提供、書店のBOOK購買DATABASE「CANTERA」の販売、TSUTAYA/蔦屋書店の購買DATABASE「DB WATCH」の販売、書店へのTポイントサービス提供。学研ホールディングス、小学館、日販グループホールディングス、富士山マガジンサービス、KADOKAWA、講談社、集英社、ポプラ社が出資。旧カルチュア・ネクスト・プロダクション、旧TDS
- 株式会社progetto81 - 家具・インテリア用品の卸、販売・輸出入。B&B ITALIA、MAXALTOの日本総代理店「B&B ITALIA JAPAN」を展開。
- 株式会社SHIRO - カーライフ・ライフスタイルに関するコンサルティング、自動車関連書籍の出版（発売は世界文化社に委託）。旧CCCカーライフラボ
- TTC LIFESTYLE株式会社 - 髙島屋、東神開発（髙島屋系）との合弁[115]
- 株式会社シーユー - トータルビューティーサロン「Cu（シーユー）」の運営。ウカとの合弁。
- スタイル・ディベロップ株式会社 - カフェ、レストラン事業の企画・運営、同FC事業、商品開発、BOOK＆CAFE型新規業態開発。
- 株式会社蔦屋家電エンタープライズ[155] - 家電製品の卸販売・法人向け販売・企画開発。
- 株式会社つみき - インターネットサービスの開発・運用。映画レビューアプリ「Filmarks」、Webマガジン「FILMAGA」の運営。TVP受賞企業。
- 株式会社ニューアートディフュージョン - アート専門書店「NADiff（ナディッフ）」の旧運営法人。2021年4月、CCCに一部事業を分割。
- 株式会社美術出版社 - 出版社。2021年4月CCCに一部事業を売却。
- 株式会社フラットフォー - フォルクスワーゲンのパーツ・車輌の販売
- 光村推古書院株式会社 - 京都を地盤とする出版社。2021年4月、CCCに一部事業を分割。
- 株式会社リファインド
- 株式会社ワク井商会 - ロールス・ロイスやベントレーなどのクラシックカーの輸入車販売
- 蔦屋投資（上海）有限公司 - 中国でのTSUTAYAフランチャイズ事業
- 臺灣蔦屋股份有限公司 - 台湾でのTSUTAYAフランチャイズ事業

## 持分法適用会社
- カルチュア・エクスペリエンス株式会社（CCC 49.0％、日販グループHD 51.0%） -「TSUTAYA」のFC事業等
- カルチュア・エンタテインメント株式会社（CCC 33.4%） - 映像、出版、音楽のエンターテイメント分野やライフスタイル分野の企画・製作事業。
- CCCサポート&コンサルティング株式会社 - CCCグループ各社の営業サポート、コンサルティング業務
- 株式会社フランチャイズアドバンテージ - FC事業の開発
- ABTマーケティング株式会社（CCCMKホールディングス 49.0%、オートバックスセブン 51.0%）
- 株式会社Afford - PR事業・クリエイティブ事業
- 株式会社BookLive - 電子書籍配信会社
- 株式会社GO TODAY SHAiRE SALON[156] - コミュニティ型シェアサロン「GO TODAY SHAiRE SALON」の運営
- 株式会社MIDORI（旧中央図書） - 福島県で5店舗を展開。
- 株式会社MOTOTECA - カフェ運営
- 株式会社SANDWICH - 京都伏見区のサンドイッチ工場跡をリノベーションした創作プラットフォーム
- 株式会社T-TOWN（小浦石油系）- TSUTAYA事業の運営
- 株式会社Tポイントパートナーズつくば（CCC 49.0%、REXT Holdings 51.0%）- Tポイント加盟営業代理店
- 株式会社Vidaway（旧サンレジャー） - REXT Holdingsの連結子会社。TSUTAYA38店舗を展開。かつて業界3位（2004年度）のレンタル店チェーン「サンホームビデオ」を運営していたが、2005年にFC加盟。元々は長崎屋の子会社で、一時期小野グループだった時期もあった。
- アイビーデザイン株式会社 - パッシブホームと北海道TSUTAYAの合弁。江別蔦屋書店を運営
- 株式会社いまじん白揚（日本出版販売系）- 愛知県、三重県、岐阜県で店舗を展開。2015年11月に全店舗フランチャイズ加盟完了。
- 株式会社エヌタス - 長崎自動車（56%）、CCC、オリコ、18銀行グループの共同出資会社。「エヌタスTカード」事業。
- 株式会社芸文社 - 出版社。
- 株式会社高知蔦屋書店 - ウイルと中四国TSUTAYAの合弁。高知蔦屋書店を運営
- 株式会社ザ・ビーズインターナショナル - 高級オーディオビジュアルブランド「バング＆オルフセン」の日本正規輸入代理店。ソウ・ツーも出資。
- 株式会社精文館書店 - 日本出版販売とCCCの合弁。愛知県を基盤に、千葉県、静岡県、埼玉県、神奈川県、岐阜県で「TSUTAYA BOOKS」「TSUTAYA RECORDS」「TSUTAYAレンタル」のFC加盟店舗を展開。
- 株式会社大誠堂 - TSUTAYA堺プラットプラット店、TSUTAYA堺南店、TSUTAYA高槻南店など大阪府で店舗を展開。
- 株式会社ティーアンドティー（旧デンコードーエンタテインメント） - TSUTAYA仙台南店（宮城県名取市）に本社を置く「TSUTAYA」と「WonderGoo」のFC加盟会社。青森県5店舗、秋田県4店舗、宮城県3店舗、山形県2店舗、北海道2店舗を運営。かつては家電量販店のデンコードー系だったが、2014年7月にデンコードーの連結子会社から外れ、2017年4月に現社名に変更。
- 有限会社トネリコ - デザイン事務所。
- 株式会社ブックエース - 安全商事（水戸ドライブインの運営会社）の関連会社。茨城県13店舗、福島県4店舗、埼玉県2店舗、千葉県1店舗でTSUTAYA BOOKS・TSUTAYAレンタル加盟店舗を展開。
- 株式会社文苑堂書店石川 - 金澤文苑堂と共同でTSUTAYA店舗運営[157]。
- 株式会社別荘サポート
- 株式会社ボーネルンド
- 有限会社ラ・セール - 塗装・鈑金・フレーム修整
- 株式会社リヴァンプ
- 株式会社ルートワン・パワー
- 株式会社ワンモア - モール型クラウドファンディングサイト「GREEN FUNDING」の運営。TVP受賞企業。CCCが出資。
- 得利影視股份有限公司 - 台湾CMCグループ。TSUTAYA BOOKSTORE信義店などを運営。
- TSUTAYA BOOKS MALAYSIA SDN. BHD. - 双日との合弁。マレーシアでのFC事業

## カルチュア・エクスペリエンス
日販グループホールディングスとカルチュア・コンビニエンス・クラブの共同事業会社。
日本国内における「TSUTAYA」、「TSUTAYA BOOKSTORE」「蔦屋書店」「TSUTAYA Conditioning」にかかるフランチャイズチェーンの本部運営事業、BOOK・エンタテイメント商材・文具・雑貨等の卸販売及び小売販売、物流代行事業・貨物軽自動車運送事業・貨物利用運送事業、飲食サービスを提供する店舖の運営事業を行っている。
草叢BOOKS（新守山店・各務原店）、TSUTAYA BOOSTORE下北沢店、SHARE LOUNGE（川崎駅前店・下北沢店）、OHAGI3の店舗と、本・DVD・CD・ゲームのオンライン通販サービスの「TSUTAYAオンラインショッピング」を直接運営している。

### TSUTAYAフランチャイズ事業
TSUTAYAはフランチャイジー店が全店舗の9割程度を占めている。その企業の一部を列挙する。

#### 複数地方展開企業
NICリテールズ株式会社
日本出版販売の連結子会社。千葉県、埼玉県、東京都、神奈川県、福岡県、佐賀県にて54店舗を運営（内3店舗の店名は多田屋 佐原店と幕張 蔦屋書店、蔦屋書店 茂原店）。
2017年4月ブラスメディアコーポレーション（ブックオフグループの同名会社から分社）を存続会社として株式会社すばる（1987年3月FC加盟）、株式会社MeLTS（日販とCCCの合弁会社日本メディアリンクから分社）を吸収合併しブラス株式会社に社名変更。2023年10月にブラスを存続会社として株式会社リブロプラスと株式会社Y・space、株式会社積文館書店を統合しブラス株式会社に現在の社名に変更。
トップカルチャー
トーハンの持分法適用関連会社。CCCも15.48％出資。新潟県、長野県、東京都、神奈川県、群馬県、埼玉県、宮城県、茨城県、岩手県で「蔦屋書店（TSUTAYA）」53店舗を展開（2024年10月末現在）。1987年5月FC加盟。
フタバ図書
広島県・山口県・福岡県・埼玉県にて店舗を展開。
エムシーアイ
大分県、福岡県、兵庫県、東京都世田谷区、神奈川県横浜市青葉区、川崎市、大阪府吹田市と兵庫県にて店舗を展開。キタムラ・ホールディングスの子会社だったビコムキタムラと日本毛織の子会社だったニッケアウデオSADのTSUTAYA FC運営会社を買収し2024年4月に吸収合併
明文堂プランナー
富山県に5店舗、石川県に2店舗、埼玉県に3店舗を展開。トーハンとCCCも出資。TSUTAYA BOOKSとe-hon加盟書店。
ゴトー
静岡県にてTSUTAYA富士本吉原店、TSUTAYA長泉店、TSUTAYA函南店、TSUTAYA富士八幡町店、神奈川県にてTSUTAYA相模大野店、TSUTAYA日吉本町店を運営。
小浦石油
小浦グループ。大阪府、兵庫県、神奈川県横浜市戸塚区にてグループで7店舗を展開。小浦グループのT-TOWNはCCCの持分法適用関連会社。
フェイスコーポレーション
岡山県にてTSUTAYA大安寺店、TSUTAYA中庄店、TSUTAYA中島店、TSUTAYABOOKSTORE岡山駅前、兵庫県赤穂市にてTSUTAYAフレスポ赤穂店を運営。Tポイント加盟営業代理店。1996年FC加盟。

#### 北海道
東光ストア
北海道にてTSUTAYA あいの里店を展開。
日光堂升井商店
北海道にてTSUTAYA 美しが丘を展開。
株式会社fika
テーオーホールディングスの子会社。北海道にてTSUTAYA 札幌菊水店を展開。

#### 東北地方
レオクラブインターナショナル
リオン・ドールコーポレーションの子会社。福島県にて親会社であるスーパーマーケットのリオン・ドールの店舗に併設して店舗を展開、フランチャイズ展開初期は「レオクラブ」と冠していた。
株式会社ホットマン
宮城県仙台市に本社を置く企業。宮城県に5店舗、岩手県に1店舗を展開。
ヤマト屋書店
宮城県にてTSUTAYA BOOKS5店舗を展開。
スコーレ
青森県「TSUTAYA BOOKSTORE HIRORO」運営。

#### 関東地方
REXT株式会社
RIZAPグループの連結子会社。TSUTAYAフランチャイジーのVidaway（旧：サンレジャー）とTポイントパートナーズつくばのグループ会社。旧株式会社ジーンズメイト。2022年6月REXT Holdings株式会社（旧株式会社ワンダーコーポレーション）の事業運営機能を継承。関東地方にてWonderGOOと併設する形でTSUTAYAレンタル店舗 を運営。複数地方を運営するVidawayとの合計でTSUTAYA事業65店舗（旧REXT2022年3月期第3四半期決算）を運営。独自で有料会員サービス「ファースト会員」を展開。
ビッグワン
ビッグワンホールディングスの子会社。栃木県に11店舗、埼玉県2店舗、神奈川県横浜市中区1店舗を展開。
うさぎや
栃木県、埼玉県に9店舗を展開。1988年FC加盟。
株式会社フェイス
埼玉県にてTSUTAYAみはら店、TSUTAYA春日部店を運営。1988年にFC加盟。
株式会社アクト・ティ
東京都にてTSUTAYA池袋ロサ店、TSUTAYA千歳烏山店、TSUTAYA西日暮里店を運営。かつてレンタルビデオチェーン「リバティ」を運営。2005年にFC加盟。
ENN株式会社
神奈川県にてTSUTAYA BOOKSTORE 川崎駅前店、TSUTAYA追浜店、TSUTAYA横須賀粟田店、TSUTAYA茅ヶ崎駅前店とVポイント加盟営業代理店事業を展開。相鉄グループのTSUTAYA事業を継承。
ヤオマサ
神奈川県にてTSUTAYAフレスポ小田原シティーモール店、TSUTAYA南足柄店を運営。
テイツー
神奈川県にてTSUTAYA村岡店を運営。
京成ストア
TSUTAYA辰巳台店、TSUTAYA青戸店を展開。
吉田石油
TSUTAYA神立店（茨城県）を運営。
東食品株式会社
神奈川県でTSUTAYA大師店を運営。
コシダカプロダクツ
群馬県で「TSUTAYA BOOKSTOREアクエル前橋」を運営。
株式会社佐藤商会
東京都にてTSUTAYA調布駅南口店、TSUTAYA西荻窪店、TSUTAYA BOOKSTORE恵比寿ガーデンプレイス店、TSUTAYA BOOKSTORE渋谷スクランブルスクエア店を運営。

#### 中部地方
ひらせいホームセンター
新潟県（17店舗）で「HIRASEI遊TSUTAYA」を展開。1988年TSUTAYAレンタルFC加盟。TSUTAYA BOOKS非加盟店。
文苑堂書店
富山県で文苑堂 TSUTAYA清水町店、TSUTAYA BOOKSTORE小杉町店、TSUTAYA富山豊田店、TSUTAYA BOOKSTORE 藤の木店を展開。
金澤文苑堂
株式会社アンビシャス ホールディングスのグループ。文苑堂書店石川と共同で石川県にTSUTAYA金沢店、TSUTAYA大桑店、TSUTAYA羽昨店の3店舗を展開。
ヤスサキ
福井県福井市・越前市、石川県白山市にてTSUTAYA福井パリオ店、TSUTAYA BOOKSTORE ワイプラザ新保店、TSUTAYA ワイプラザ武生店、TSUTAYA BOOKSTORE イオンモール白山を展開。
兼松コミュニケーションズ
兼松グループ。TSUTAYA南アルプスガーデン店（山梨県）を運営。
谷島屋
静岡県でTBN加盟店舗を展開。
ミツハシ
静岡県にてTSUTAYA静岡流通どおり店、TSUTAYA静岡西脇店、TSUTAYA辻店、TSUTAYA藤枝瀬戸新屋店、TSUTAYAグランリバー大井川店の5店舗を展開。
ニシザワ
長野県にてTSUTAYA伊那店、TSUTAYA箕輪店を展開。
シナノ・グループ
長野県にてTSUTAYA東松本店を運営。
ブックセンター名豊
愛知県にて、TSUTAYA ブックセンター名豊刈谷店、TSUTAYA ブックセンター名豊刈谷店を運営。
光書店
愛知県で光書店TSUTAYA大治店を運営。
Oval Jr.
愛知県にてTSUTAYA大曽根店を運営。

#### 近畿地方
オー・エンターテイメント
オークワグループ。和歌山県、兵庫県、大阪府で「TSUTAYA WAY」を展開。
株式会社T-Fellows
大誠堂の関連会社。蔦屋書店の元関連会社。TSUTAYA天美店、TSUTAYA桜井店を展開。
ダイレクト・ショップ
平和堂グループ。TSUTAYA守山店と平和書店 TSUTAYA 京都リサーチパーク店を運営。1989年1月FC加盟。
ジェー・イー・ネクスト株式会社
上新電機の連結子会社。TSUTAYAリノアス八尾店を運営。
株式会社ティー・エス・ケー
滋賀県でTSUTAYA BOOKSTORE Oh!Me大津テラス店、大阪府にTSUTAYA 江坂南店を展開。
神姫バス
兵庫県でTSUTAYA姫路広峰店、TSUTAYA太子店、TSUTAYA姫路飾磨店を運営。
株式会社キタムラ
兵庫県でTSUTAYA AVIX福知山店、TSUTAYA BOOKSTORE AVIX豊岡。カメラのキタムラを運営する同名の会社とは関係がない。2001年3月FC加盟。
株式会社MS＆C
兵庫県にてTSUTAYA西宮薬師町店を展開。

#### 中国地方
株式会社モラブス
広島県東部および岡山県西部にてTSUTAYA新涯店、ファミリーマートTSUTAYA松永店、ファミリーマートTSUTAYA三吉店、TSUTAYA伊勢丘店、TSUTAYA駅家店、ファミリーマートTSUTAYA井原店、TSUTAYA笠岡店を展開。
大野石油店
広島県にてTSUTAYA隅の浜店を運営。
啓文社
広島県でTSUTAYA 啓文社福山西店、TSUTAYA 啓文社神辺店を展開している。
オサダ文昭堂
岡山県にてTSUTAYA AZ岡南店、TSUTAYA玉島店を展開。2009年FC加盟。
トイボックス
鳥取県米子市にTSUTAYA角盤町店とTSUTAYA東福原店を運営。
今井書店
島根県の今井書店内にてTSUTAYAレンタル加盟店のTSUTAYA出雲店を展開。

#### 四国地方
株式会社ウイル
サニーマートグループ。 高知県に4店舗を展開。グループ内でスリーエフのフランチャイズ店舗を展開していたため、Tポイント開始当初はスリーエフと四国地方で直接競合するローソンがTポイント加盟店であった事から、同社の発行する会員証「TSUTAYA WILLカード」ではTポイント付与の対象外であった。後にスリーエフもTポイント加盟店となった事から、現在はTポイント対象の会員証と、Tポイント対象外のサニーマートグループ「ハーティーポイント」が付与される会員証との2種類の会員証を発行している。高知県内の店舗で借りたレンタル商品を同一県内の他の店舗やサニーマート・高知県内のローソン店舗内にある返却BOXに返却可能。
大屋
愛媛県にてTSUTAYA東予店、TSUTAYA新居浜店、香川県観音寺市にてTSUTAYA 観音寺店を運営。1988年FC加盟。西条市〜観音寺市の範囲内であれば、TSUTAYAで借りたレンタル商品をドラッグストアmacの店舗内にある返却BOXに返却可能。
エルジオ
香川県でTSUTAYA丸亀郡家店、TSUTAYA西宝店、TSUTAYA高松サンシャイン通り店を展開。

#### 九州地方
ニューコ・ワン
熊本県内を中心に熊本県、福岡県、宮崎県に複合型レンタル店の「TSUTAYA AVクラブ」・「TSUTAYA」、旗艦店の「蔦屋書店」などを展開。前身である旧壽屋（現・カリーノ）グループの株式会社九州コンサルタンツが1986年にCCCのフランチャイズに加盟。2015年にTSUTAYAの連結子会社となったが、令和元年にTSUTAYAよりMBOを行う。
昭和自動車
佐賀県でTSUTAYA武雄店とTSUTAYA鳥栖店を運営。
COCOアドバンス
長崎バスグループ。長崎県にてTSUTAYA BOOKSTORE MIRAI NAGASAKI COCOWALK、TSUTAYAココアドバンス愛野店、TSUTAYAココアドバンス大村店を運営。
2014年12月1日に松早商事のフランチャイズ事業部門を事業譲受。2016年4月1日に、店舗の名称をこれまでの「TSUTAYAスペース・エム」から「TSUTAYAココアドバンス」に変更。松早商事は「マツハヤ・スペース・エム」のブランドで展開していた店舗を、TSUTAYAのFC店に転換していた。Tポイント加盟営業代理店。
エレナ
長崎県にてTSUTAYA島原店、TSUTAYA広田店、TSUTAYA BOOKSTOREさせぼ五番街店を、佐賀県伊万里市にてTSUTAYA伊万里店を運営。
ひぐち
長崎県に「TSUTAYA遊ING」の名称でTSUTAYA 遊ING城山店を展開。長らく「遊ING（ゆうイング）」のブランドで長崎県と熊本県に店舗を展開していたが、長崎県内の店舗をTSUTAYAのFC店に転換した。
大和
鹿児島県に7店舗を展開。1988年FC加盟。
Misumi
鹿児島県、宮崎県日向市、熊本県人吉市で書店「ブックスミスミ」と併設する形で2024年現在、4店舗を展開。1986年12月FC加盟。TSUTAYA BOOKS非加盟店。なお、Misumi運営のKFCではTポイントでも貯まる。
株式会社PLACE
本坊グループの一つ株式会社サナスの子会社。鹿児島県鹿児島市においてTSUTAYA城西店、TSUTAYA田上店を運営。
RTE株式会社
株式会社江崎のグループ会社。 TSUTAYA リリーズ 出水緑町店、TSUTAYA BOOKSTORE霧島の運営。CCCの元持分法適用会社。

#### 沖縄諸島
タカダ
沖縄県にある自動車学校、スポーツクラブ、ホテル、不動産などを経営する企業。TSUTAYA那覇新都心店、TSUTAYA首里店、TSUTAYA小禄店を運営。

## 創業家の資産管理会社
- 株式会社ソウ・ツー - 創業者の近親者が議決権の100%を所有する関係会社。CCCデザイン代表取締役社長兼CEOの武田宣が代表取締役会長を。CCCの株主でコーポレート本部専務執行役員の増田宗禄（増田宗昭の長男[166]）が代表取締役会長を兼任。不動産事業、店舗事業、ライフスタイル事業、T-SITE及び蔦屋書店開発企画支援事業、その他有価証券の保有及び運用を行う。
  - スパイラルスター・グローバル・パートナーズ株式会社 - 不動産事業
  - 株式会社M・サポート - 不動産事業
  - ソウ・ツー・アセットマネジメント株式会社 - 不動産事業
  - 株式会社ESCom（旧株式会社トリプロ） - 飲食事業・食品卸売事業
    - 株式会社トリプロ・プラス - 焼き鳥・惣菜専門店「鳥ぷろ」の運営。

  - 株式会社グローバルフーズサプライ - 食品の原材料の仕入・製造・加工・販売、商社機能、ロジスティック等
  - 株式会社スシ・プロ - 「びっくり寿司」「スシとテンぷら もがな」の運営。
  - 株式会社ジュニパーボーイズオウン
  - 株式会社カラーズ（Color Zoo） - ペットフード・ケア専門店「GREEN DOG」の運営。元CCCの連結子会社。
    - 株式会社R2 - 輸入卸売事業
    - 株式会社カラーズ・プロダクツ - 輸入販売業・製造業
    - 株式会社カラーズ・エデュケーション - 人材育成事業
    - 株式会社ベックジャパン - 動物病院の運営
    - 株式会社ピークス - 動物病院専用ソフトウェア・システムの開発・販売業務

  - OGSホールディングス株式会社
    - 株式会社オギヤマサイクル - 電動アシスト自転車専門店「サイクルショップオギヤマ」の運営、業務用電動自転車の販売およびリース
    - 株式会社モトベロス - 電動アシスト自転車専門店「モトベロ」の企画ならびにFC事業展開

  - 株式会社モトベロ・プラス - 電動アシスト自転車専門店「モトベロ」の運営
  - 株式会社BESV JAPAN - 電動アシスト自転車ブランド「BESV」シリーズの日本輸入・販売。台湾BENQグループのDarfon社との合弁
  - 株式会社代官山ゴルフ倶楽部 - ゴルフセレクトショップの運営
  - 株式会社ソウ・ツー・プラス - ファミリーマートのフランチャイジー
  - 株式会社タイムマシン - イヤホン・ヘッドホン専門店「e☆イヤホン 」の運営。CCCの元連結子会社。
    - 株式会社TMR - キュレーションECサイト｢RAKUNEW｣の運営
    - Hi-Unit branding.株式会社 - Hi-Unitブランド商品の企画・開発・ブランディング、販売支援
      - 株式会社アルペックスハイユニット - ALPEXおよびHi-Unitブランド商品の製造・開発補助・販売
- マスダアンドパートナーズ株式会社 - 創業者の個人資産管理会社。
- 公益財団法人増田冨美記念財団 - 奨学金の給付事業

## 過去のグループ企業
- デジタルスケープ - 2009年5月にイマジカホールディングス（現・IMAGICA GROUP）に売却。
- ケイ・エム・プロデュース[167]
  - レアル・ワークス - 2009年4月にケイ・エム・プロデュースに合併。
  - メディアステーション - 2009年4月、ケイ・エム・プロデュースに合併。
- 株式会社エスクァイアマガジンジャパン - 雑誌「エスクァイア日本版」を発行していた。2009年廃業。
- 株式会社TSUTAYA GALAPAGOS - 電子ブックストア「TSUTAYA GALAPAGOS（ツタヤ ガラパゴス）」を運営。2011年9月にシャープとの合弁会社解消。2018年清算完了。
- 株式会社エム・フィールド -  2016年4月に創業者の櫻井徹に株式を売却。
- 株式会社アイ・エム・ジェイ - 2016年7月にACCENTURE HOLDINGS B.V.に株式の過半数を売却（翌2017年12月に完全子会社化）。
- IMJ Investment Partners Pte.Ltd.（現・Spiral Ventures Pte Ltd） - ベンチャーキャピタルの運営、2017年にMBOより独立[168]。
- 株式会社SKIYAKI - ファンクラブサイト制作・運用、EC、電子チケットサービス、グッズ作成、映像制作。2024年4月1日付でスペースシャワーSKIYAKIホールディングスの傘下となる。
- WISH JAPAN株式会社 - ニューコ・ワンの健康事業部より独立。フィットネスクラブ「WOW'D宮崎」「マチカラフィットネス大分」の運営。
- 株式会社産経学園 - カルチャーセンターの運営事業。2018年9月、カルチャーに売却
- 株式会社主婦の友リトルランド（現・株式会社リトルランド） - 乳幼児・児童対象の教室運営・関連書籍の出版。2019年3月、城南進学研究社に売却。
- 株式会社主婦の友インフォス（現・株式会社イマジカインフォス） -「声優グランプリ」「ヒーロー文庫」「プライムノベルス」の発行。2019年4月、IMAGICA GROUPに売却[169]。
- ニューコ・ワン株式会社 - 2019年、MBOにより独立。
- 株式会社カトラス - レストラン、衣料雑貨セレクトショップ「Need Supply Co.」の運営。
- HCC株式会社 - 宅地建物取引業。2020年3月、T-SITEに合併。
- 株式会社Tカード（2代） - 2020年3月、Tマネーに合併。
- 株式会社コトコト - 動画写真サービスのシステム開発。2020年6月、フォトクリエイトに合併。
- 株式会社キタムラピーシーデポ -「PC DEPOT 岡山本店」の運営。2020年7月、キタムラに合併。
- 株式会社Blabo - 共創コミュニティ「Blabo!」を運営。2020年10月、CCCマーケティングに合併。
- 株式会社Tマガジン - 月額定額制雑誌読み放題サービス「T-MAGAZINE」の運営[170]。2020年10月、蔦屋書店（2代）に合併。
- Creative 1株式会社 - 株式会社ワントゥーテンとの合弁会社[171]
- 株式会社イオシス -「TSUTAYA スマホ・タブレット買取」の運営。2022年3月、MBOにより独立。
- CCC AIR株式会社 -「TSUTAYA MOVIE powered  by U-NEXT」などの映像配信サービス。CCCへ合併。
- T-KIDS株式会社 - 「T-KIDSシェアスクール」の企画・運営。Mistletoeとの共同出資会社。
- 株式会社HRDコンサルティングオフィス - コンサルティング会社。
- 株式会社アーク・スリー・インターナショナル - 旅行代理店業、保険代理店業、不動産業。「Tトラベル」の運営。2022年3月、資本提携解除。
- Direction&Circle株式会社 - 2022年に解散[172]。
- ジェイ・ティー・キュー株式会社 - 空間クリエイティブ
- CCCフロンティア株式会社（現・株式会社ユニケース） - スマートフォンアクセサリー専門店「UNiCASE」の運営。2022年9月、全株式をティーガイアに売却
- CCCフロンティアラボ株式会社（現・Lab&Design株式会社） - ソフトウェア開発事業、コンテンツサービス事業
- CCCフロンティアデザイン株式会社 - プロダクトデザイン、Webサイト制作。2022年、Lab&Designに合併。
- 株式会社Tポイント - ポイント預り金管理事業。2023年、CCCMKホールディングスに合併。
- 株式会社フォトクリエイト - 「スナップスナップ」「オールスポーツコミュニティ」などインターネット写真撮影・販売サービスの運営、システム開発。CCCの元連結子会社。
- 株式会社ラボネットワーク - デジタル加工処理・映像写真関連商品の卸・小売、ミニラボ機器の販売。
- 株式会社ラボ生産 - 写真プリント・フォトアルバム・年賀状の加工処理、生産。
- UXENT株式会社 - 動画メッセージングサービス「moovin」の運営、システム開発。
- 株式会社キタムラトレードサービス - OUTDOOR PRODUCTS日本総代理店。
- 株式会社ユー・シー・エス - カメラ修理・販売。CCCの元連結子会社。
- トータルメディカルデザイン株式会社 - 医院、クリニック開業支援。ソウ・ツーも出資していた。CCCの元連結子会社。
- 株式会社キタムラ・ホールディングス[173] - 写真関連商品・サービスを提供するフォトライフ提案企業の持株会社。CCCの元連結子会社。2024年8月以降持分法適用会社から除外。
  - 株式会社カメラのキタムラ - 「カメラのキタムラ」「スタジオマリオ」の運営、中古販売事業、フォトカルチャー事業、Apple製品の修理サービス、スマートフォン事業、インターネット販売事業。
  - 株式会社キタムラ - 「カメラのキタムラ」「スタジオマリオ」等の事業の付加価値向上に繋がる事業・マーケティング・サプライチェーンなどの戦略企画・立案、実行支援および商品・サービスの開発。
  - 株式会社しまうまプリント - インターネット写真プリント・フォトブック・年賀状サービスの運営、システム開発。
    - 株式会社しまうまプリントラボ - 旧しまうまプリントシステム株式会社。インターネット写真プリント・フォトブック・年賀状の生産。
    - チーター株式会社 - フォトブック事業。2020年3月、しまうまプリントシステムに合併。

  - 株式会社ビコムキタムラ - 元CCCグループ（元キタムラ・ホールディングスの子会社）。TSUTAYA店舗の運営。かつてレンタル店チェーン「BOM」を運営していたが、2005年にFC加盟。2021年4月に株式会社エムシーアイの傘下となり株式会社ビコムMCIに社名変更。2024年4月に株式会社エムシーアイ傘下のアウデオSADと合併
- 株式会社旭屋書店 -「旭屋書店」の運営。2024年、紀伊國屋書店へ売却
- 株式会社東京旭屋書店-「旭屋書店」の運営。2024年、紀伊國屋書店へ売却
- フジ・TSUTAYA・エンターテイメント株式会社 - CCCの元持分法関連会社で、フジの連結子会社。愛媛県7店舗、広島県4店舗、徳島県2店舗、山口県岩国市1店舗を展開。かつて親会社のフジが「メディアシティ バッハ」・「バッハ書店」を展開。2007年9月にフランチャイズ契約、バッハ店舗はTSUTAYAへの切り替えられた。フジのポイントカード「エフカ」も使用できるがVポイントとの併用は不可であった。フジの100%子会社化に伴って合弁を解消。その後、フジが同社に対する債権を放棄して債務超過状態を解消の上で、2025年2月28日付でフジへ吸収合併される[174]。
- デジタルハリウッド株式会社 - デジタルコンテンツのクリエイター育成養成スクール運営、デジタルハリウッド大学・デジタルハリウッド大学大学院の運営、法人向けビジネスコンサルティング。2025年にベネッセホールディングスへ売却

### カルチュア・エンタテインメント グループ傘下へ移行
- デジタルハリウッド・エンタテインメント（現・DHE株式会社） - 2023年8月、カルチュア・エンタテインメント株式会社の持分法適用会社となる。
- 株式会社主婦の友社 - 出版社。
  - 主婦の友図書株式会社 - 出版物流事業。
- 株式会社ディスク・ロード - 受注生産方式によるDVD製造。2020年3月、カルチュア・エンタテインメントに合併。
- 株式会社ネコ・パブリッシング - 出版社。2021年2月、カルチュア・エンタテインメントに合併。
- 株式会社徳間書店 - 出版社。
  - 株式会社スタジオシーアイ - 電子書籍の制作会社（ボーイズラブレーベル・ハルト）。インプレス系のICEとの合弁会社。徳間書店へ合併。
- 株式会社アース・スター エンターテイメント - 書籍・コミックの出版。旧株式会社泰文堂。
- 株式会社BBB - 映像コンテンツの供給、映像エンコード、映像制作。過去にゲームブランド「HarvesT」を運営。
  - 株式会社トップ・パートナーズ - エンターテイメント企業の持株会社。衛星放送チャンネル（スカパー!プレミアムサービス「刺激ストロングチャンネル」）運営、ECサイト運営、YouTubeチャンネル運営、映像コンテンツ制作・供給、イベント企画・制作・運営。2023年3月、BBBに合併。
    - 株式会社ウィルウェイ - かつてブックマーケット吹田店などを運営。
    - 株式会社メディア・サプライ・パートナーズ - スカパー!プレミアムサービス「EXスポーツ&バラエティ」「たちかわ・西武園競輪チャンネル」関連事業を手掛けていた。2019年、トップ・マーシャルに合併。
      - 株式会社メディア・ノクス - 成人向け番組の委託放送事業者。2011年、ジャム・ティービー（現・メディア・サプライ・パートナーズ）に合併

    - 株式会社プレシード・パートナーズ - 奈良 蔦屋書店等の店舗運営。2025年カルチュア・エンタテインメントの連結子会社に合併。

  - 株式会社リンダパブリッシャーズ -  泰文堂刊の書籍『おっぱいバレー』『小野寺の弟・小野寺の姉』を企画・編集。2018年9月5日に破産手続開始[175]。
  - CLASSIX株式会社 - クロニクルブックス・ジャパンとして設立。2018年、トップ・パートナーズに合併。
  - 株式会社AMP - テレビ番組運営・Youtubeチャンネル運営・イベント企画・eコマース事業。2021年2月、トップ・パートナーズに合併。
  - 株式会社ポイント・パートナーズ - Tポイントシステムを活用した販売促進支援サービス。2021年2月、トップ・パートナーズに合併。
- PLAN Kエンタテインメント株式会社 - 韓国SBSと共同出資。韓流コンテンツの日本における販売（セルDVD・レンタル用DVD・動画配信）。
- 株式会社SMIRAL - キャラクターグッズの製造販売、出版事業等。旧トップ・マーシャル。2022年4月、カルチュア・エンタテインメントに合併。
- 株式会社アイビーレコード - 音楽コンテンツ制作・販売。2022年4月、カルチュア・エンタテインメントに合併[176]。
- C&Iエンタテインメント株式会社 - 映像の企画・制作及びクリエイターのエージェント業務。旧IMJエンタテインメント。
- 株式会社C-パブリッシングサービス - 書店促進、営業、宣伝・広報。
  - 株式会社ジャム・ティービー - 番組供給事業（スカパー!プレミアムサービス成人向け番組）。旧ジャム・ティービーから個人向け番組提供事業部門を分割[177]。
- 株式会社復刊ドットコム - 書籍復刊ポータルサイトの運営・出版。
- CCCミュージックラボ株式会社 - 音楽に関する生活提案事業の運営と業態開発。「Rolling Stone Japan」の発行。「ツタロックフェス」の企画・主催。
- 株式会社CCCメディアハウス - 出版社。
- 株式会社PROOF - アニメ・キャラクターグッズの企画・製作・販売。

## テレビ番組
- 日経スペシャル カンブリア宮殿 モノを売る会社でもレンタルする会社でもない！ 俺たちは「客を喜ばす」世界一の"企画"集団だ！（2011年12月22日、テレビ東京）[178]

## その他
- ゲオ対策としてTSUTAYAの中古在庫を扱う店舗をゲオの周囲に作るため、ユー・ファクトリーが設立された[179]。
- シティコネクションはユー・ファクトリーと取引する企業として、アルバイト従業員と元アルバイト従業員により設立された[179]。
- 直営店舗とチェーン店舗、各地域ごとに料金体系・品揃え・サービス内容（格安レンタルイベント期間など）は大きく異なる。
- 各店舗では、店頭にない作品をリクエストすることができる端末を備えている（一部店舗を除く）。
- フリーペーパーとして「TSUTAYA CLUB MAGAZINE」と「VA」の2種類を発行していた。
- 2010年7月23日から、TSUTAYA全店のDVDレンタル売場にて「TSUTAYA発掘良品〜100人の映画通が選んだ本当に面白い映画〜」というコーナーを展開し始めた。「100人の映画通」が誰を指しているのかは公表されておらず、自社の社員がポータブルプレイヤーを使い、仕事机の上で選定している場面が民放のテレビ番組で放送されたことがある。
- 2007年7月5日 - 8月31日、PlayStation 3専用ソフト『ぼくのなつやすみ3 -北国編- 小さなボクの大草原』用に、PLAYSTATION Storeにて「TSUTAYA・ロゴ入りオリジナルT-シャツ」を無料配信。
- TカードはENEOSの社長室で誕生した[180]。
- 過去にグループ会社が電子書籍事業として「デジタル TSUTAYA BOOKS」 （ツタヤオンライン）、「FRANKEN」（ジャム・ティービー）[181]、「TSUTAYA GALAPAGOS」（シャープに売却）、「TSUTAYA.com eBOOKs」（T-MEDIAホールディングス）、「ラブコミ.com」（AMP）「T-MAGAZINE」（Tマガジン）を運営していた。
- 過去にグループ会社が動画配信サービス「TSUTAYA TV」、DVD通販・動画配信・ネットオークション・ライブチャットサイト「SMM（SUPER MEDIA MALL）」（株式会社AMP）を運営していた。